# 2024年のアメリカ合衆国
2024年のアメリカ合衆国（2024ねんのアメリカがっしゅうこく）では、2024年のアメリカ合衆国に関する出来事について記述する。
2023年のアメリカ合衆国 - 2024年のアメリカ合衆国 - 2025年のアメリカ合衆国

## できごと

### 主なできごと（通年）
- 2024年アメリカ合衆国大統領選挙 - 高齢すぎると指摘されることが増えたジョー・バイデンが7月21日に撤退を表明しカマラ・ハリスが民主党の指名候補者となり、共和党のほうはドナルド・トランプが指名候補者となり、選挙戦ではインフレや移民政策、妊娠中絶の権利、民主主義の在り方などが主要な争点となった。選挙期間中にトランプは2度の暗殺未遂（ドナルド・トランプ暗殺未遂事件）に遭い、5月には2016年の選挙資金不正に関連して34件の重罪で有罪判決を受けたが、大統領職への就任資格は維持された。7月にはイーロン・マスクがトランプを支援する団体に4500万ドル（日本円でおよそ71億円）を毎月寄付する計画と報じられ、トランプに有利に働いた。わずか数州しかない激戦州をどちらがとるかで勝者が決まることは、最初から理解されていた。2024年11月5日に投票が行われ、ペンシルベニア州、ジョージア州、ウィスコンシン州などの激戦州でトランプが特に中道層や労働者層の支持を集めることに成功して勝利を収め、312対226の選挙人票で当選した。
- 2024年アメリカ合衆国選挙 - 州知事選挙や州議会選挙が行われ、各地の選挙結果が注目の的になった。特に、大統領選と知事選で支持される政党が異なる、不思議な"ねじれ現象"がいくつか生じたことが指摘される。
  - 州知事選挙
    - ノースカロライナ州知事選 - 民主党の州司法長官ジョシュ・スタインが共和党のマーク・ロビンソンを破り、14.8ポイント差で当選した。これは1980年以来の大差で、スタインはドナルド・トランプが勝利したこの州で唯一の民主党知事となった。
    - バーモント州知事選 - 共和党のフィル・スコット知事が再選を果たし、バーモント州では共和党が知事職を保持し続けることになった。
    - ニューハンプシャー州知事選 - 2024年の知事選の中で最も接戦となり、共和党の元上院議員ケリー・アヨットが民主党のジョイス・クレイグを破り知事に就任した。民主党のバイデンが勝利した州で共和党が知事職を奪還した。
    - ウェストバージニア州知事選 - 共和党のパトリック・モリシーが民主党のスティーブ・ウィリアムズを破り知事に就任した。この州では共和党は1972年以来連続して知事職を保持することとなった。
- ハリケーン・ミルトン - 2024年10月9日にフロリダ州シエスタキー近郊に上陸し、カテゴリー3の強さで最大時速193kmの風速を記録。十数名が死亡し、家畜や農作物に大きな損害を与え、農業被害の額は346億ドルに達した可能性があると推算された。
- 2024年のアメリカ合衆国における銃乱射事件（英語版）

### 1月
- 1月1日 - 未明にニューヨーク州ロチェスターで車が暴走し、3人が死亡、8人が負傷[1]。
- 1月4日 - ペリー高校銃撃事件で2人が死亡、6人が負傷。
- 1月5日 - アラスカ航空1282便緊急着陸事故により3人が負傷。
- 1月16日 - シノプシスがANSYSを350億ドルで買収することを発表[2]。
- 1月25日 - アラバマ州で世界初の窒素ガスを使用した死刑を執行[3]。

### 2月
- 2月2日
  - アメリカによるイラクとシリアに対する報復攻撃
- 2月20日 - キャピタル・ワンがディスカバーカードを350億ドルで買収することを発表[4]。

### 3月
- 3月6日 - ニッキー・ヘイリーが2024年アメリカ合衆国大統領共和党予備選挙から撤退を表明し、共和党からの候補者がドナルド・トランプだけに絞られた[5]。
- 3月7日 - ジョー・バイデン大統領、下院で一般教書演説。ロシアのウクライナ侵攻、アメリカ＝メキシコ国境危機（英語版）、イスラエル＝ハマス戦争等に言及。

- 3月26日 - メリーランド州ボルチモアのフランシス・スコット・キー橋が未明に崩落し、2人が死亡

### 4月

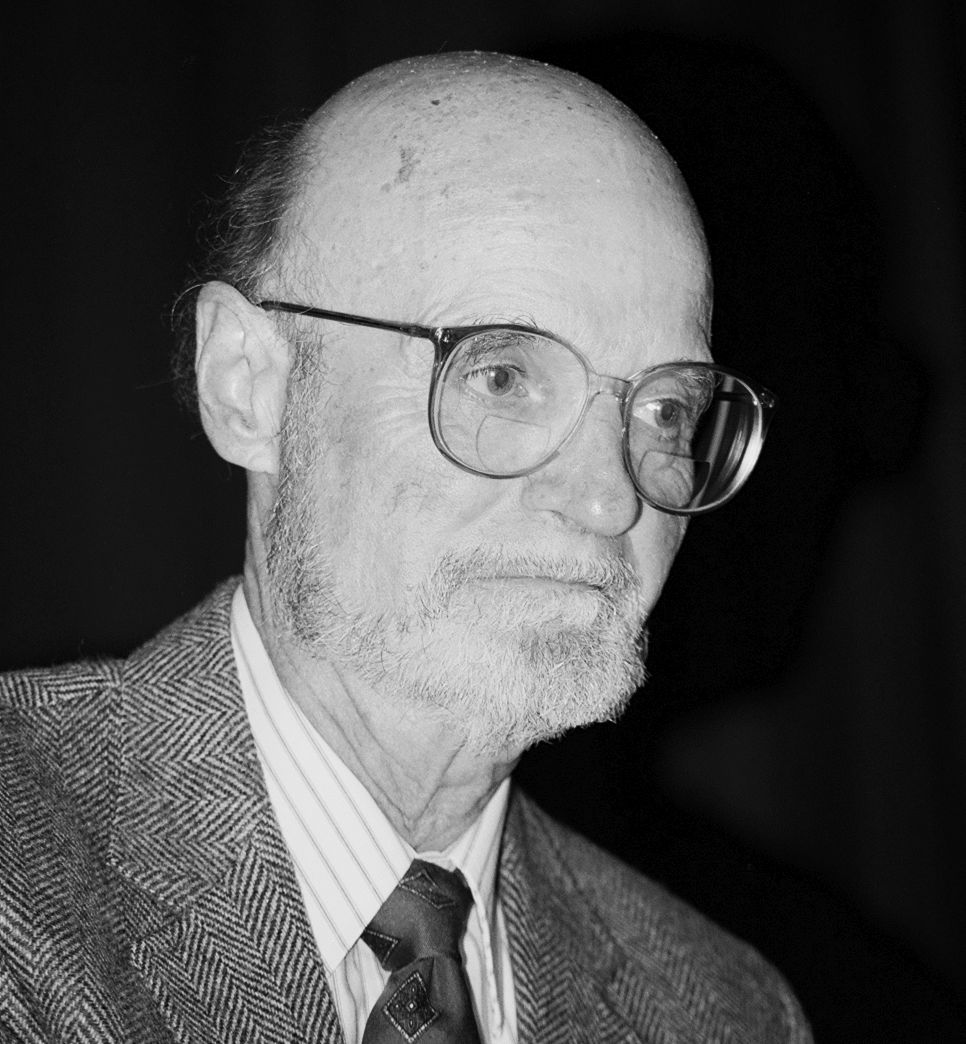
ジョン・バース

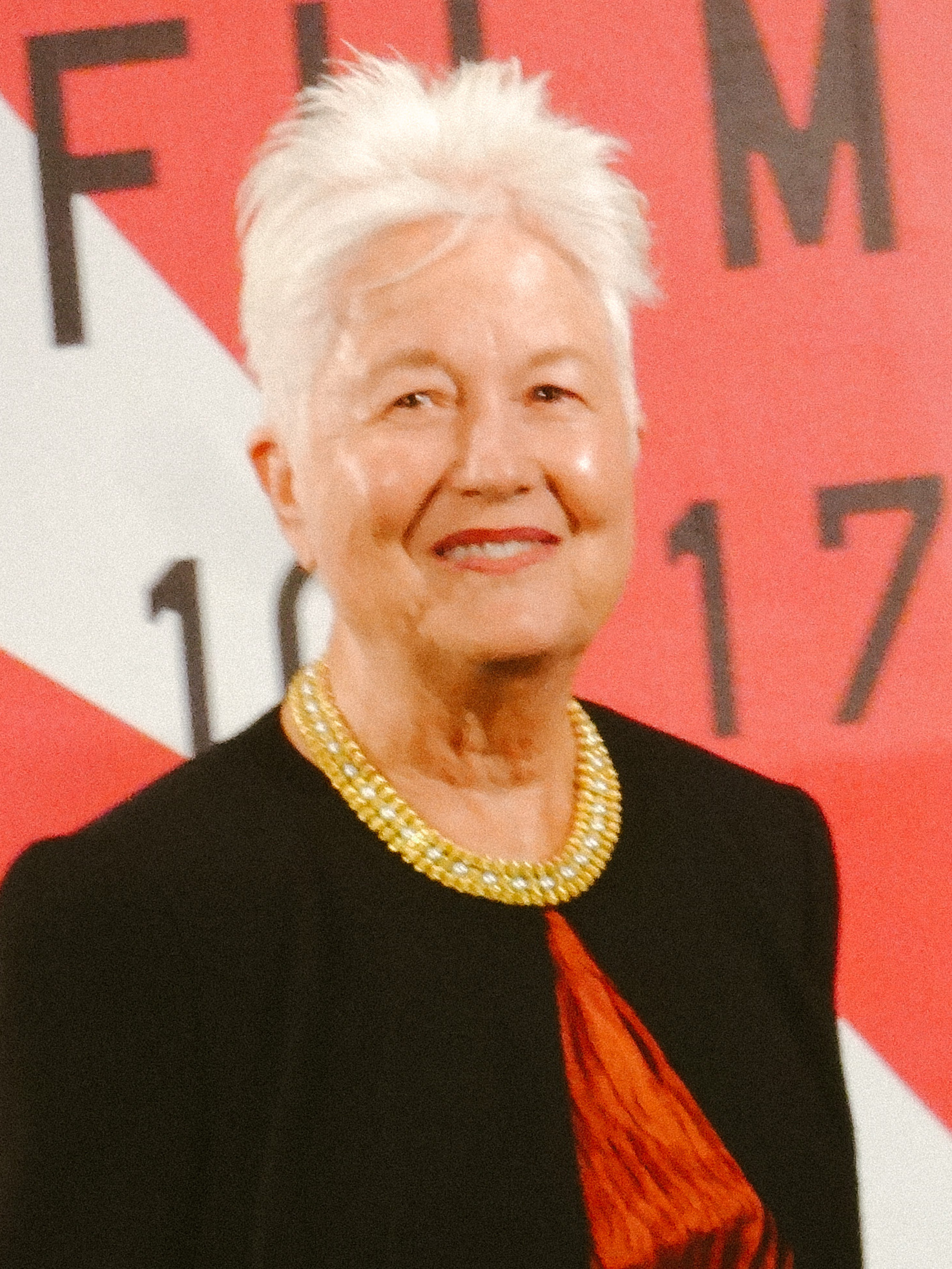
エレノア・コッポラ

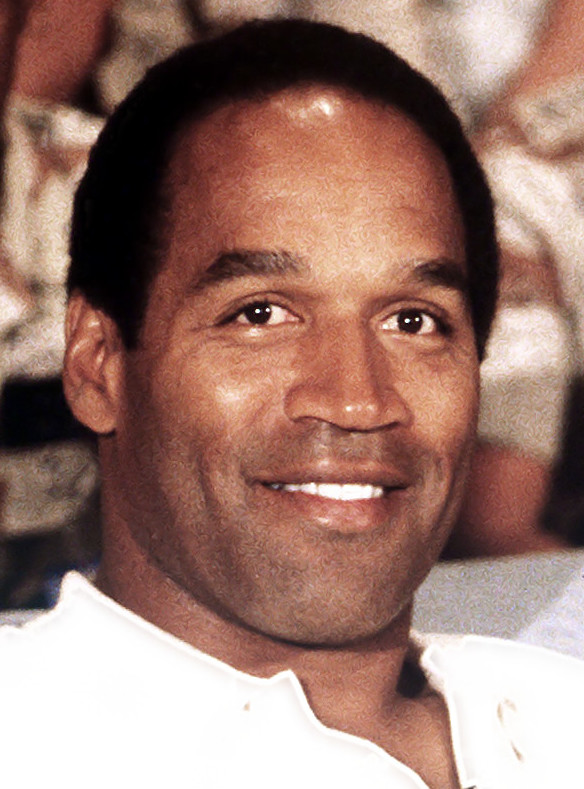
O・J・シンプソン

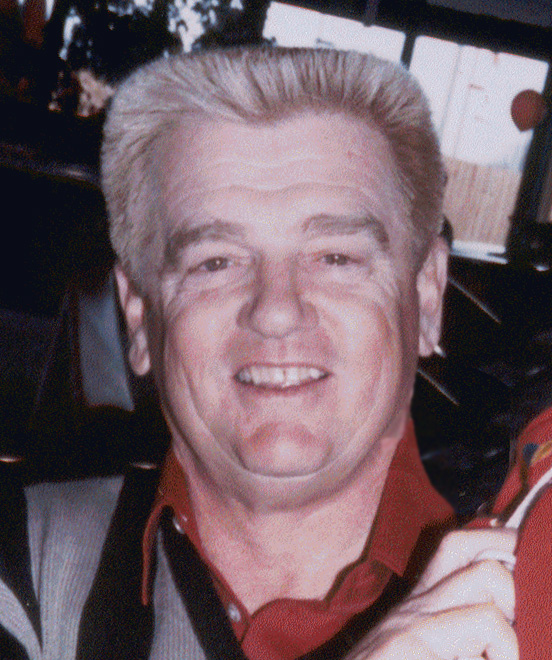
ホワイティ・ハーゾグ

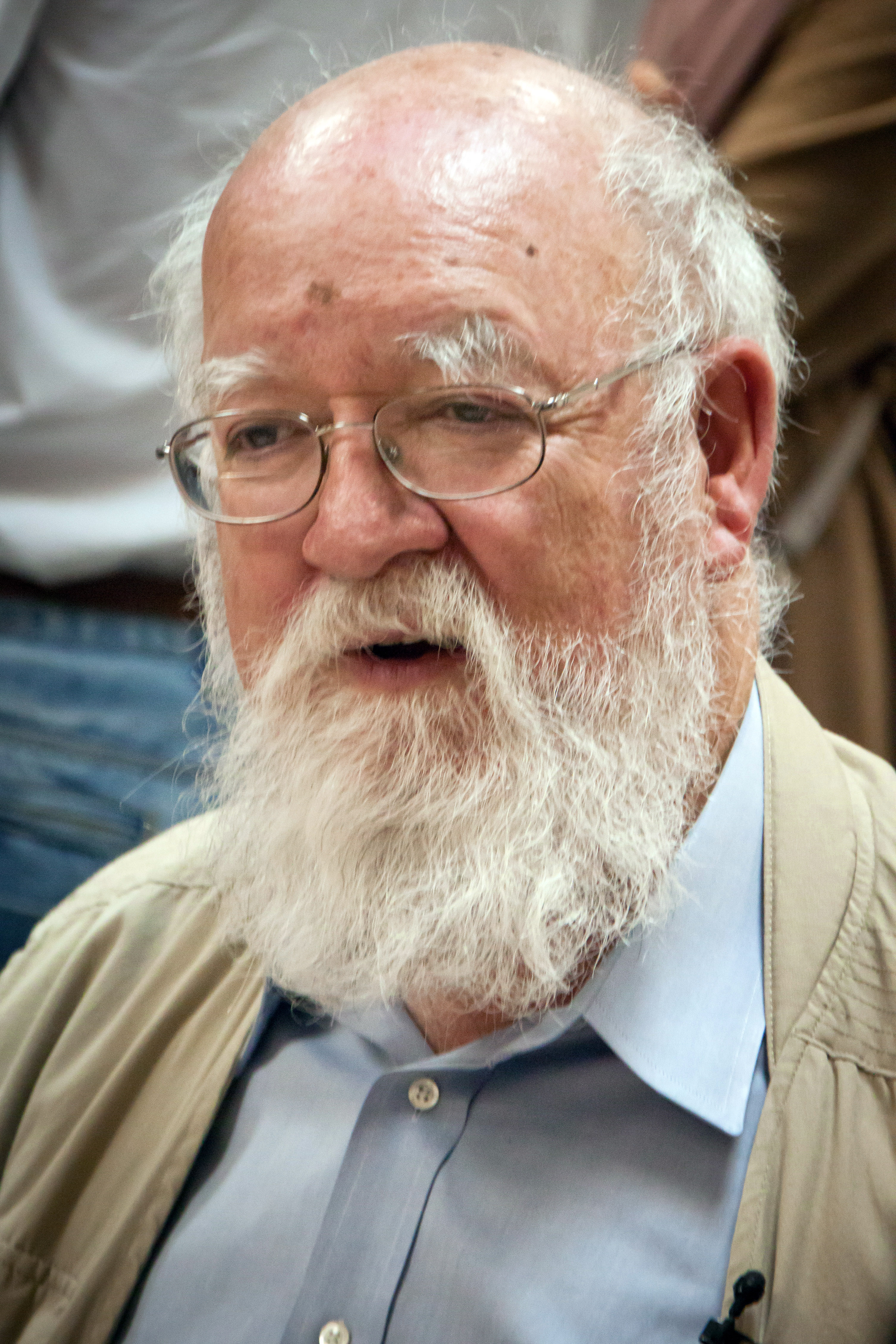
ダニエル・デネット

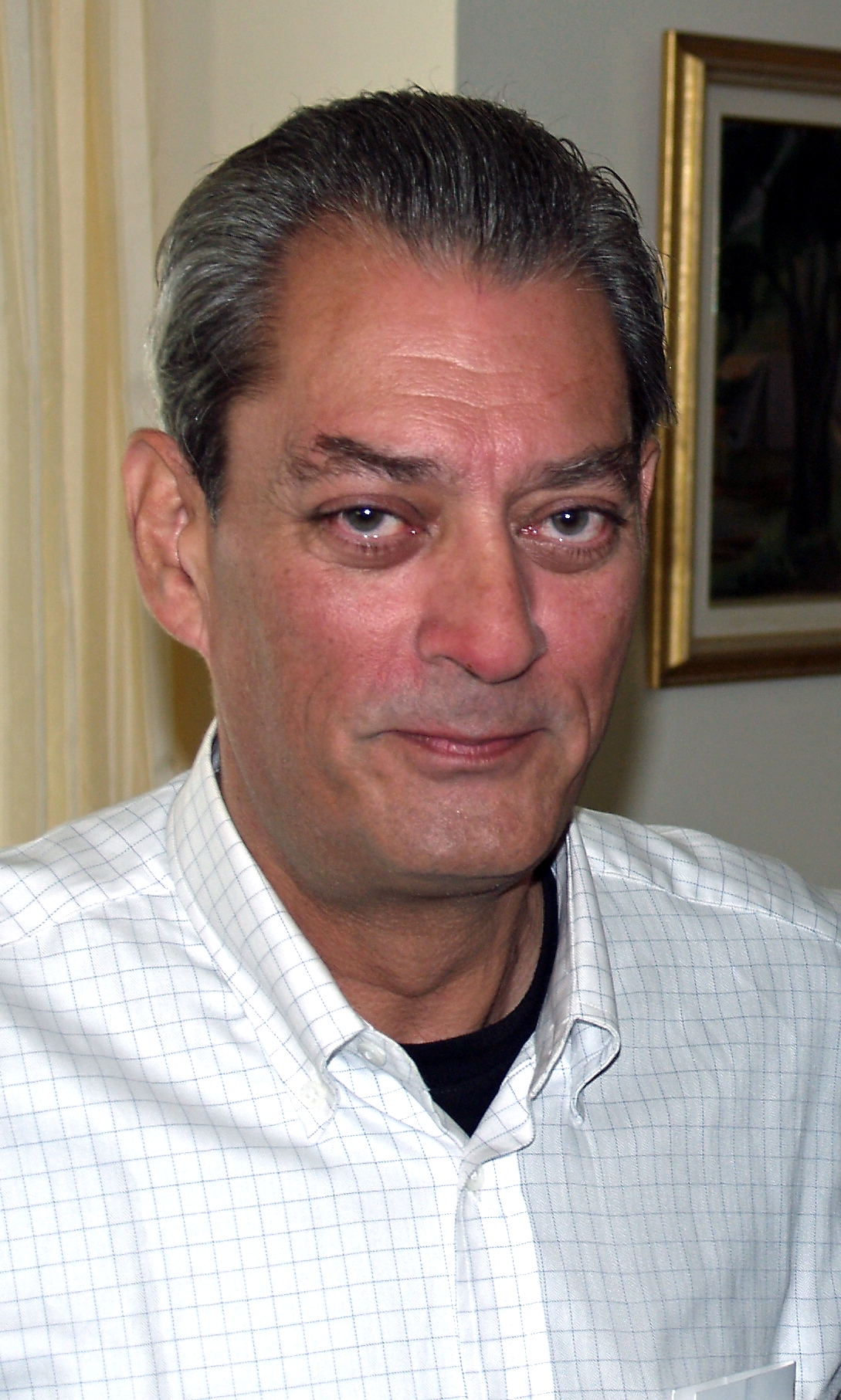
ポール・オースター

- 4月5日 - ニュージャージー地震 (2024年)でマグニチュード4.8を記録したが、大きな被害はなかった。
- 4月16日 - 下院で弾劾を決議されていたアレハンドロ・マヨルカス国土安全保障長官が、この日に上院では棄却された[6]。
- 4月29日 - 2023年パレスチナ・イスラエル戦争に対する反イスラエル抗議活動で、同月17日以降の逮捕者が1000人を超えた[7]。

### 5月

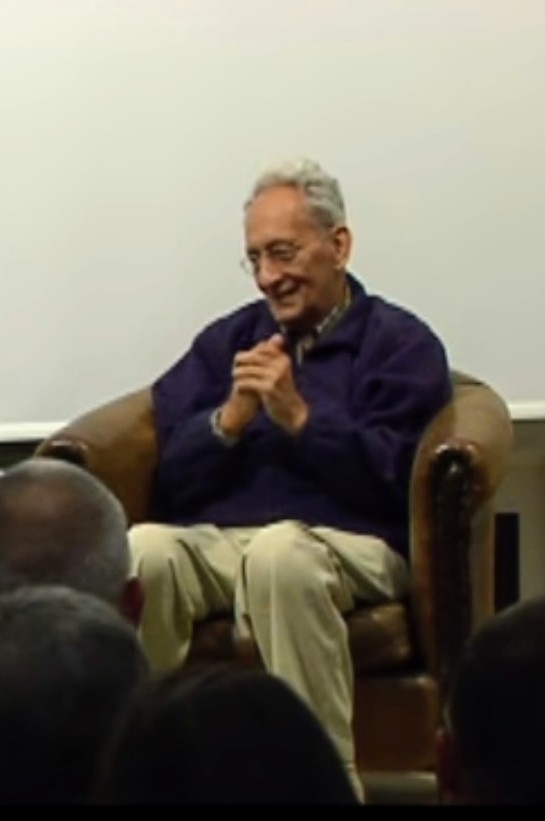
フランク・ステラ

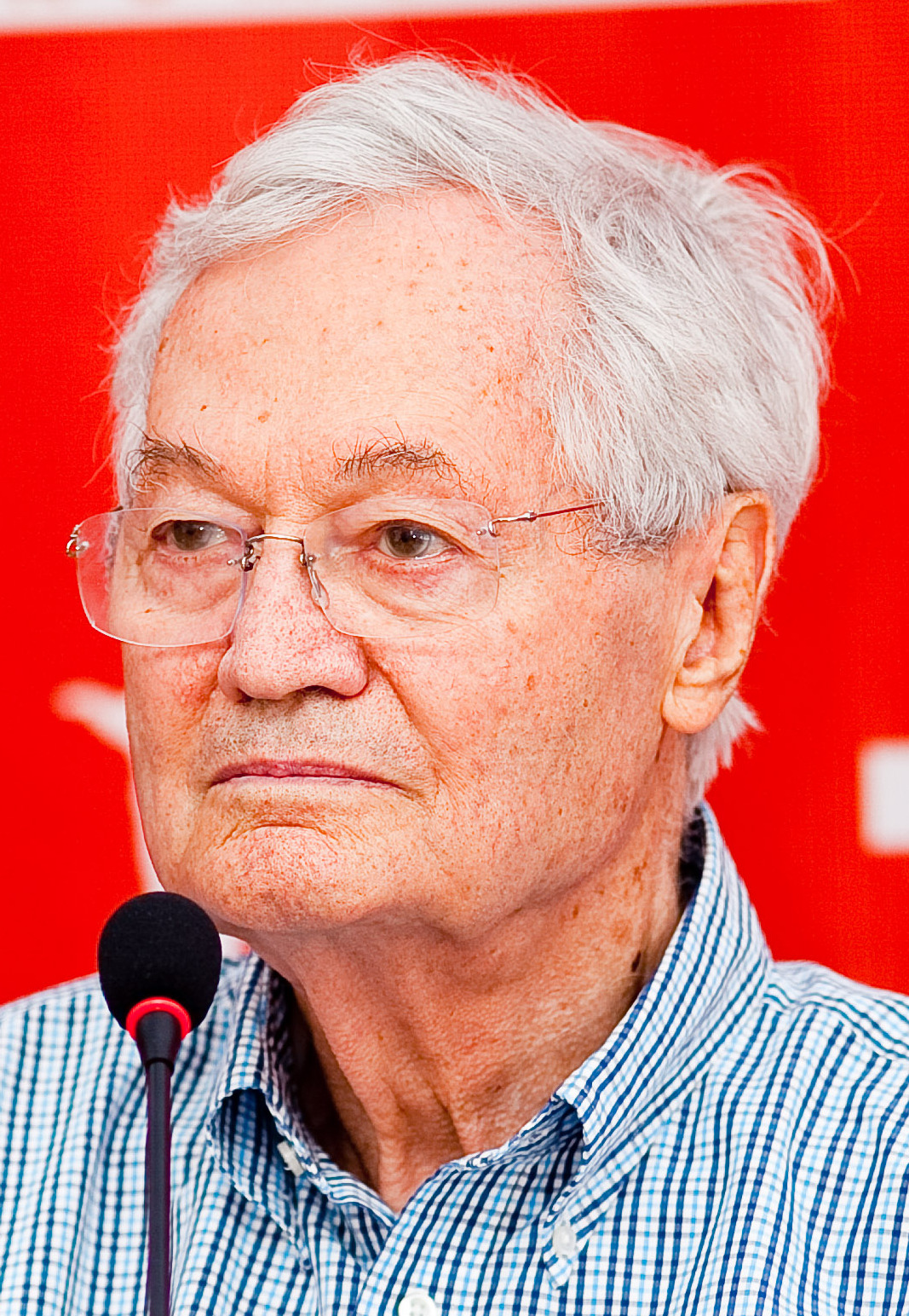
ロジャー・コーマン

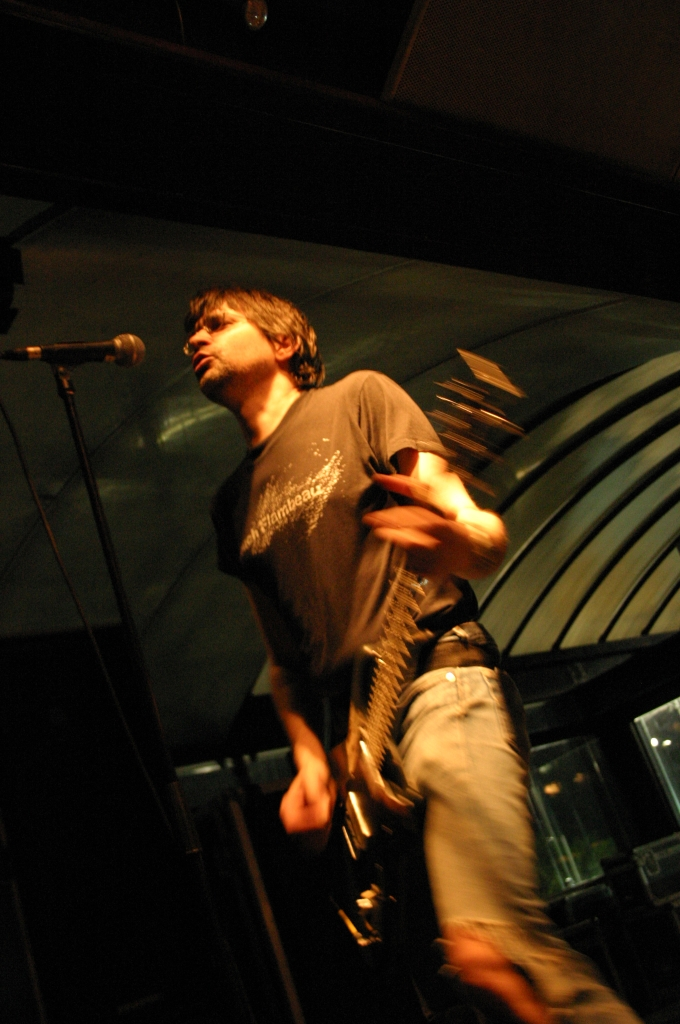
スティーヴ・アルビニ

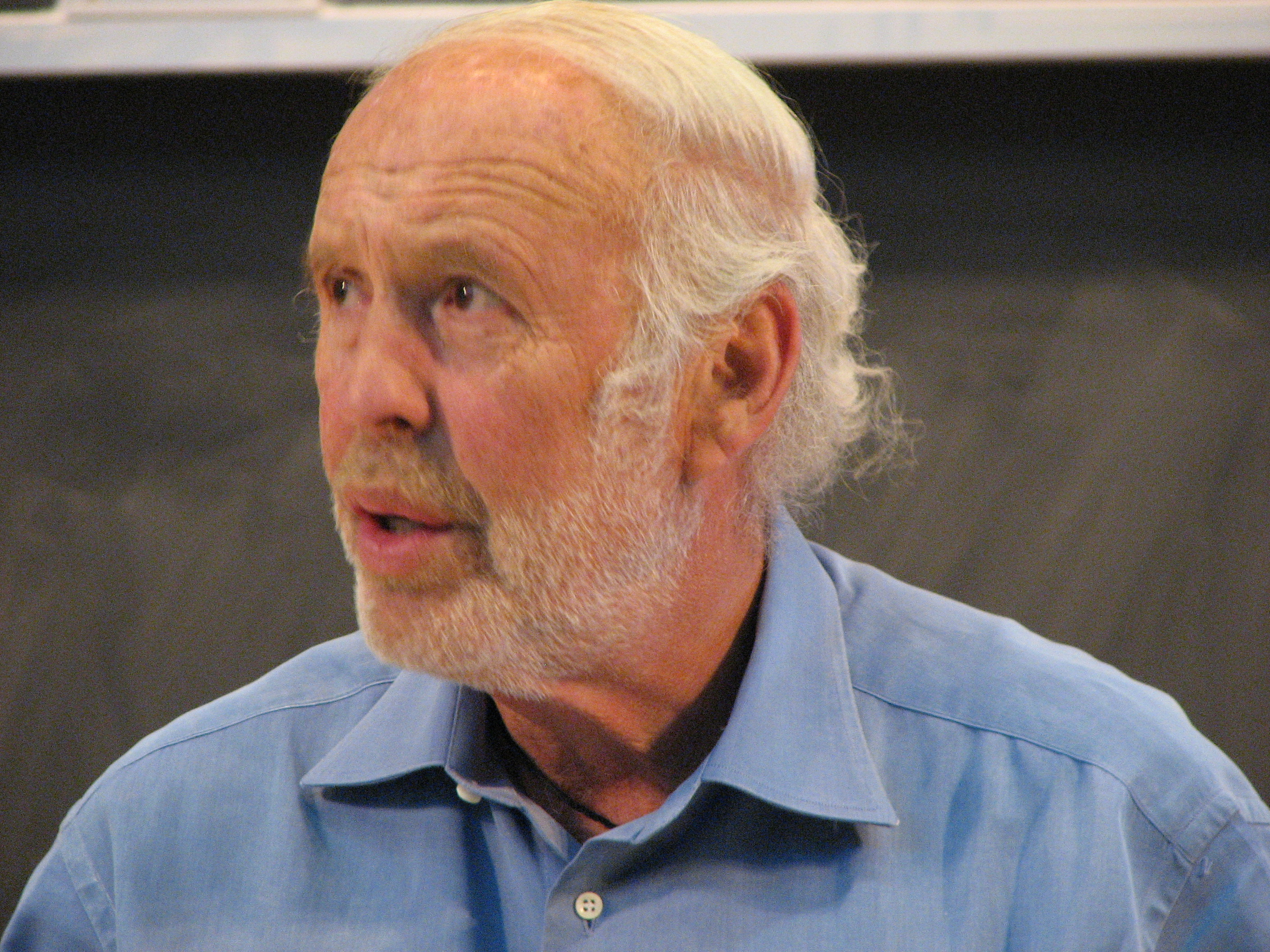
ジェームズ・シモンズ

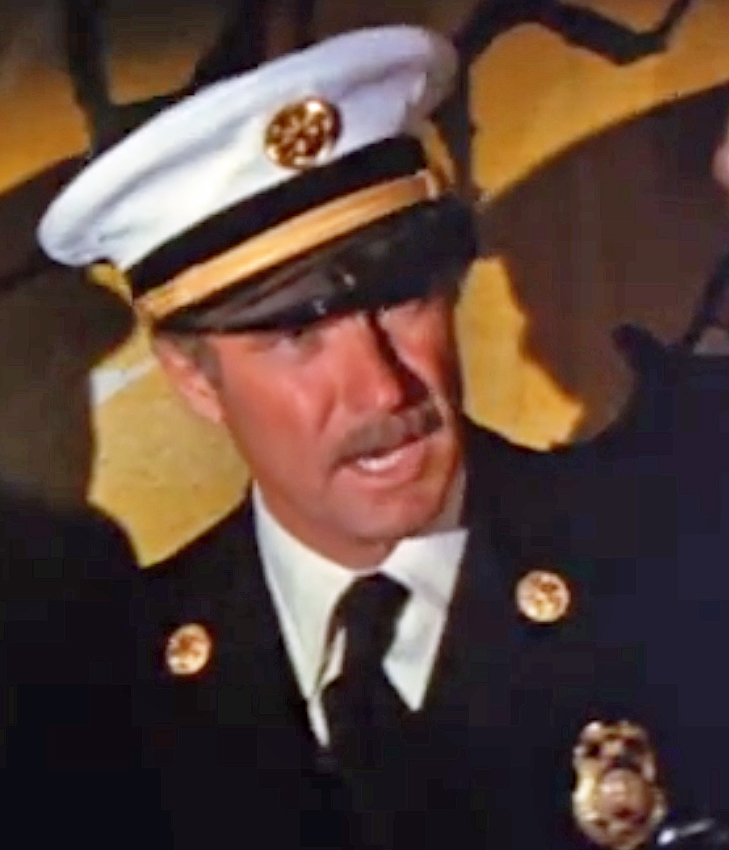
ダブニー・コールマン

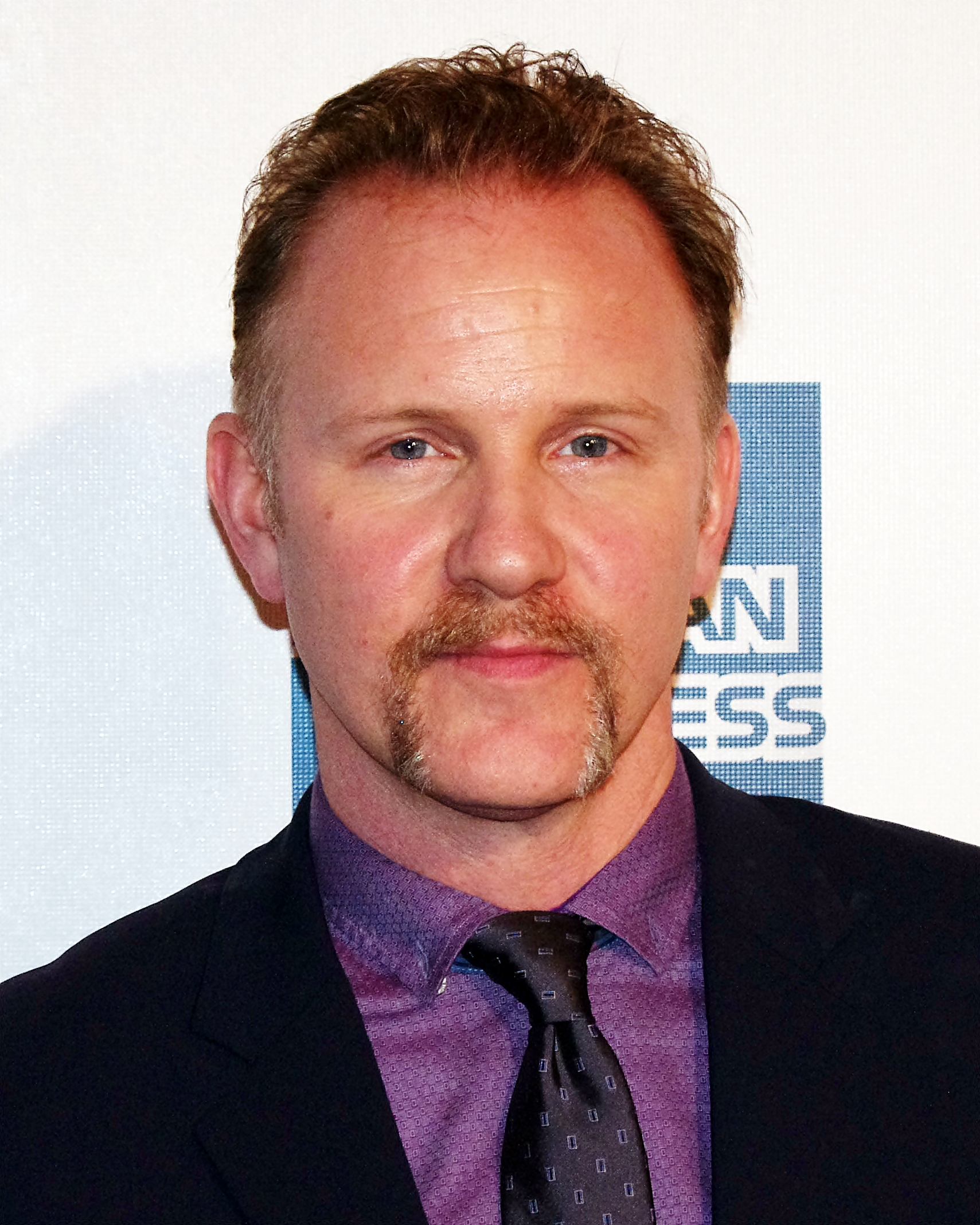
モーガン・スパーロック

- 5月3日 - エクソンモービルによるパイオニア・ナチュラル・リソーシズ（英語版）の600億ドルでの買収を承認[8]。
- 5月8日
  - ボーイスカウトアメリカ連盟が「ボーイスカウト」の名称を「スカウティング・アメリカ」に変更[9]。
  - 住宅ローン金利が23年ぶりの高水準と報道された。家賃急騰のためホームレスの数も過去最多(統計開始2007年)[10]。
- 5月14日 - フロリダ州マリオン郡でメキシコからの出稼ぎとみられる農作業員を乗せたバスがピックアップトラックと接触して横転し、少なくとも8人が死亡、40人以上が負傷[11]。
- 5月17日 - ダウ平均株価の終値で史上初めて4万ドルを超えた[12]。

### 7月
- 7月2日 - 前月22日にペンシルベニア州でトランスジェンダーのポーリー・ライケンスが殺害された事件で犯人が逮捕された[13]。
- 7月13日 - ペンシルベニア州バトラーで銃撃事件が発生し、1人が死亡、ドナルド・トランプ前大統領を含む3人が負傷。
- 7月19日 - 世界中で大規模なシステム障害が発生し、その原因がクラウドストライク社セキュリティソフトウェアであることが判明[14]。
- 7月21日 - バイデン大統領が2期目の立候補を目指していた同年11月に控える次期大統領選挙からの撤退を表明し、カマラ・ハリス副大統領を候補に指名[15]。

### 11月
- 11月5日 - 2024年アメリカ合衆国大統領選挙。

## 政治

### 要職者
- 大統領
  - 第46代: ジョー・バイデン （民主党、2021年1月20日 - ）
- 副大統領
  - 第49代: カマラ・ハリス （民主党、2021年1月20日 - ）
- 下院議長
  - 第65代: マイク・ジョンソン（共和党、2023年10月25日 - ）
- 上院多数党院内総務
  - 第23代: チャック・シューマー （民主党、2021年1月20日 - ）
- 最高裁判所長官
  - 第17代: ジョン・ロバーツ （2005年9月29日 - ）

アメリカ政治の仕組みについてはアメリカ合衆国の政治を参照。

### 成立した法案
- H.R.2670 – National Defense Authorization Act for Fiscal Year 2024

2024年度国防予算およびエネルギー省関連の権限を定める法案。
2023年12月22日に成立（上下院可決）。実施済み。
- H.R.4366 – Consolidated Appropriations Act, 2024

6本の主要歳出法案を統合。
2024年3月8日に成立。実施済み。
- H.R.2882 – Further Consolidated Appropriations Act, 2024

追加歳出を含む予算法案。
2024年3月23日に成立。実施済み。
- H.R.7024 – Tax Relief for American Families and Workers Act

中低所得層向け税控除を強化。児童税額控除の拡充など。
2024年1月31日に下院可決（賛成357票、反対70票）。実施済み。
- H.R.82 – Social Security Fairness Act of 2023

GPO/WEP見直しによる年金制度の公平化。
2024年11月12日下院可決、2025年1月5日成立。実施済み。
- H.R.8281 – SAVE Act

選挙登録時の市民権証明を義務付け、不正登録対策を強化。
2024年7月10日可決。実施済み。
- S.870 – ADVANCE Act of 2024

消防支援と原子力推進を支援する法案。
2024年5月8日下院可決（賛成393、反対13）、上院：6月18日可決（賛成88、反対2）、7月9日大統領署名。実施済み。
- H.R.4581 – Maternal and Child Health Stillbirth Prevention Act of 2024

母子健康と死産予防プログラムを支援する法案。
2024年7月12日可決。実施済み。
- S.1973 – All‑American Flag Act

米国旗製造における国内材料使用と国内製造を義務付け。
2024年7月22日下院可決、7月30日上院可決。実施済み。
- H.R.7888 – Reforming Intelligence and Securing America Act

諜報機関改革に関する法案。
2024年4月20日成立。実施済み。
- H.R.815 – National Security Act, 2024

ウクライナ支援、イスラエル支援など含む国家安全保障法案。
2024年4月24日成立。実施済み。
- H.R.4389 – Migratory Birds Conservation Enhancements Act

渡り鳥保護プログラム強化法。
2024年4月24日成立。実施済み。
- H.R.1042 – Prohibiting Russian Uranium Imports Act, 2024

ロシア産ウランの輸入禁止法案。
2024年5月13日成立。実施済み。https://www.congress.gov/bill/118th-congress/house-bill/1042
- H.R.3935 – FAA Reauthorization Act of 2024

連邦航空局の予算再承認法案。
2024年5月16日成立。実施済み。
- H.R.10545 – American Relief Act, 2025

2025年度向け支援法案。
2024年12月21日成立。実施済み。
- S.4610 – Bald Eagle National Bird Act

ハクトウワシを米国の国鳥に公式認定。
2024年12月23日成立。実施済み。
- H.R.5009 – National Defense Authorization Act for Fiscal Year 2025

2025年度国防権限法案。
2024年12月23日に成立。
- S.932 – No CORRUPTION Act

公務員 (英語版) の不正行為を防止する制度改革法案。
2024年12月23日成立。実施済み。
- S.1351 – Stop Institutional Child Abuse Act

施設内児童虐待防止措置法案。
2024年12月23日成立。実施済み。
- S.141 – Veterans Healthcare and Benefits Act

退役軍人支援法案。
2024年に審議され2025年1月2日成立。実施済み。

### 選挙
en:2024 United States elections（2024年のアメリカの諸選挙）
2024年アメリカ合衆国大統領選挙

## 経済、産業
- GDP - 2024年10-12月期のGDP成長率は前期比年率2.3%と、11四半期連続でプラス成長を記録[16]。
  - 個人消費 - 大幅に増加し、GDP成長の主要な要因となった[16]。
  - 雇用 - 9月の雇用者数は市場予想を大幅に上回り、雇用市場は堅調に推移した[16]。
  - 企業の利払い負担増加による諸影響[17]
    - 設備投資 - 3年ぶりに減少[18]。
    - 商業用不動産 - 商業用不動産の市況悪化の懸念がつきまとっている[17]。

## 交通
道路交通
航空
- チャールズ・リンドバーグ（飛行家）没後50年（8月26日）

## 科学、テクノロジー
- 2月2日 -  Appleがゴーグル型ヘッドマウントディスプレイの「Apple Vision Pro」を3499ドルで発売。新しいカテゴリーのコンピュータは2015年4月の「Apple Watch」以来[19]。
- 2月15日 - OpenAI社が人工知能初の動画生成モデル（英語版）となる「Sora」をリリース[20]。

## 芸術、文化、スポーツ
ハイカルチャー、サブカルチャー、流行、スポーツなど幅広く

### 文学、出版
- 2024年全米図書賞　→en:2024 National Book Awards（2024年全米図書賞、英語版）を参照

### 舞台
- 2024年トニー賞 →en:77th Tony Awards（第77回トニー賞、英語版）を参照

### 映画
- 2024年アメリカ合衆国週末興行成績1位の映画一覧

- 3月10日 - 第96回アカデミー賞[21]。クリストファー・ノーラン監督の『オッペンハイマー』[21]が作品賞を含む7部門を受賞[22]。

周年
- 3月7日 - スタンリー・キューブリック（映画監督）没後25年。

### テレビ放送
en:2024 in American television（2024年のアメリカのテレビ放送、英語版）を参照
周年
- テレビドラマ『大草原の小さな家』の放送開始から50年。( 3月30日 )

### 音楽
en:2024 in American music（2024年のアメリカの音楽、英語版）も参照。
- 8月2日 - エアロスミスがツアーからの引退を発表[24]。

周年
- デューク・エリントン（ジャズ作曲家）没後50年。（5月24日）

### ゲーム

#### ボードゲーム
チェス
en:2024 in chessを参照
アメリカのチェスプレーヤーで、本年、世界ランキングで最上位グループにいるのは次の通り
- en:Fabiano Caruana
- ヒカル・ナカムラ（en:Hikaru Nakamura）
- en:Wesley So
- en:Leinier Domínguez

### スポーツ
アメリカンフットボール
- en:2024 in American football（2024年のアメリカンフットボール）

ベースボール
バスケットボール
- en:2023–24 NBA season
- en:2023–24 NBA G League season
- en:2024 NBA Summer League
- en:2024 NBA Cup

アメリカのスポーツ界のできごと
- 1月11日 - NFL・ニューイングランド・ペイトリオッツで通算最多のスーパーボウル優勝6度を達成したビル・ベリチックが退任[25]。
- 1月21日 - ニック・ダンラップ（英語版）がPGAツアーで優勝。アマチュアとしてはフィル・ミケルソン以来33年ぶり[26]。
- 1月26日
  - ジョーダン・ストルツがスピードスケート男子1000メートルで1分5秒37を記録し、世界新記録（英語版）を達成[27]。
  - 野球のトミー・ジョン手術を始めた執刀医のジェームズ・アンドルーズ（英語版）が引退[28]。
- 2月2日～18日 - 2024年世界水泳選手権
  - 2024年世界水泳選手権アメリカ合衆国選手団（英語版）
- 2月11日 - NFL・第58回スーパーボウルが開催され、カンザスシティ・チーフスがサンフランシスコ・フォーティナイナーズをオーバータイムの末に25対22で破り、2年連続4度目の優勝、MVPはチーフスのパトリック・マホームズ[29]。
- 3月28日 - MLS・フィラデルフィア・ユニオンに所属の14歳のキャバン・サリバンが18歳でプレミアリーグ・マンチェスター・シティFCに移籍することに合意[30]。

- 4月14日　オクラホマ州の競技会でミコラス・アレクナ（ リトアニア）が男子円盤投で74メートル35を記録し、世界新記録を達成[31]。
  - 2024年マスターズ・トーナメント（英語版）でスコッティ・シェフラーが2年ぶり2度目の優勝[32]。
- 4月17日 - NBA・トロント・ラプターズのジョンテイ・ポーター（英語版）が賭博に関する規定違反により永久追放処分[33]。
- 5月4日 - 2024年ケンタッキーダービー（英語版）でミスティックダンが優勝[34]。
- 5月25日 - オレゴン州ユージーンでのダイヤモンドリーグ第5戦でベアトリス・チェベト（英語版）（ ケニア）が女子10000メートル競走で28分54秒14の世界新記録（英語版）を達成[35]。
- 6月1日 - 2024年CONCACAFチャンピオンズカップ（英語版）の決勝（英語版）でコロンバス・クルーがCFパチューカ（ メキシコ）にスコア0-3で敗れて準優勝[36]。
- 6月4日 - MLB・サンディエゴ・パドレスのトゥクピータ・マルカーノが賭博に関する規定違反により永久追放処分[37]。
- 6月15日 - グレッチェン・ウォルシュが女子100メートルバタフライで55秒18の世界新記録（英語版）を達成[38]。
- 6月17日 - NBA・2024年のNBAファイナルが開催され、ボストン・セルティックスがダラス・マーベリックスを4勝1敗で破り、16年ぶり18度目の優勝、MVPはセルティックスのジェイレン・ブラウン[39]。
- 6月24日 - NHL・2024年のスタンリーカップファイナル（英語版）でフロリダ・パンサーズがエドモントン・オイラーズを4勝3敗で破り、球団創設31年目で初優勝、コーン・スマイス賞（MVP）はオイラーズのコナー・マクデビッド[40]。
- 6月30日 - シドニー・マクラフリンが女子400メートルハードルで50秒65を記録し、5度目となる世界新記録（当時）を更新[41]。
- 7月1日 - NBA・ボストン・セルティックスのジェイソン・テイタムが5年3億1400万ドルの契約延長に合意し、総額はNBA史上最高額となった（従来の最高額は2023年のジェイレン・ブラウンの3億400万ドル）[42]。
- 7月26日～8月11日 - 2024年パリオリンピックへ合衆国の選手団を派遣
  - 2024年パリオリンピックのアメリカ合衆国選手団
  - シドニー・マクラフリンが女子400メートルハードルで50秒37を記録し、6度目となる世界新記録を更新し、2連覇を達成[43]。
  - ケイティ・レデッキーが競泳女子では初となる4大会連続での金メダルを獲得[44]。
  - ロバート・フィンケが男子1500メートル自由形で14分30秒67の世界新記録（英語版）[45]。
  - スポーツクライミングのスピード種目（英語版）の3位決定戦でサム・ワトソン（英語版）が4.74秒の世界新記録を達成[46]。

周年
- ジョー・ディマジオ（プロ野球選手）没後25年。（3月8日 ）
- ハンク・アーロンが当時MLB最多の通算715本塁打を記録してから50年。（4月8日）

## 死去

### 1月
- 1月4日

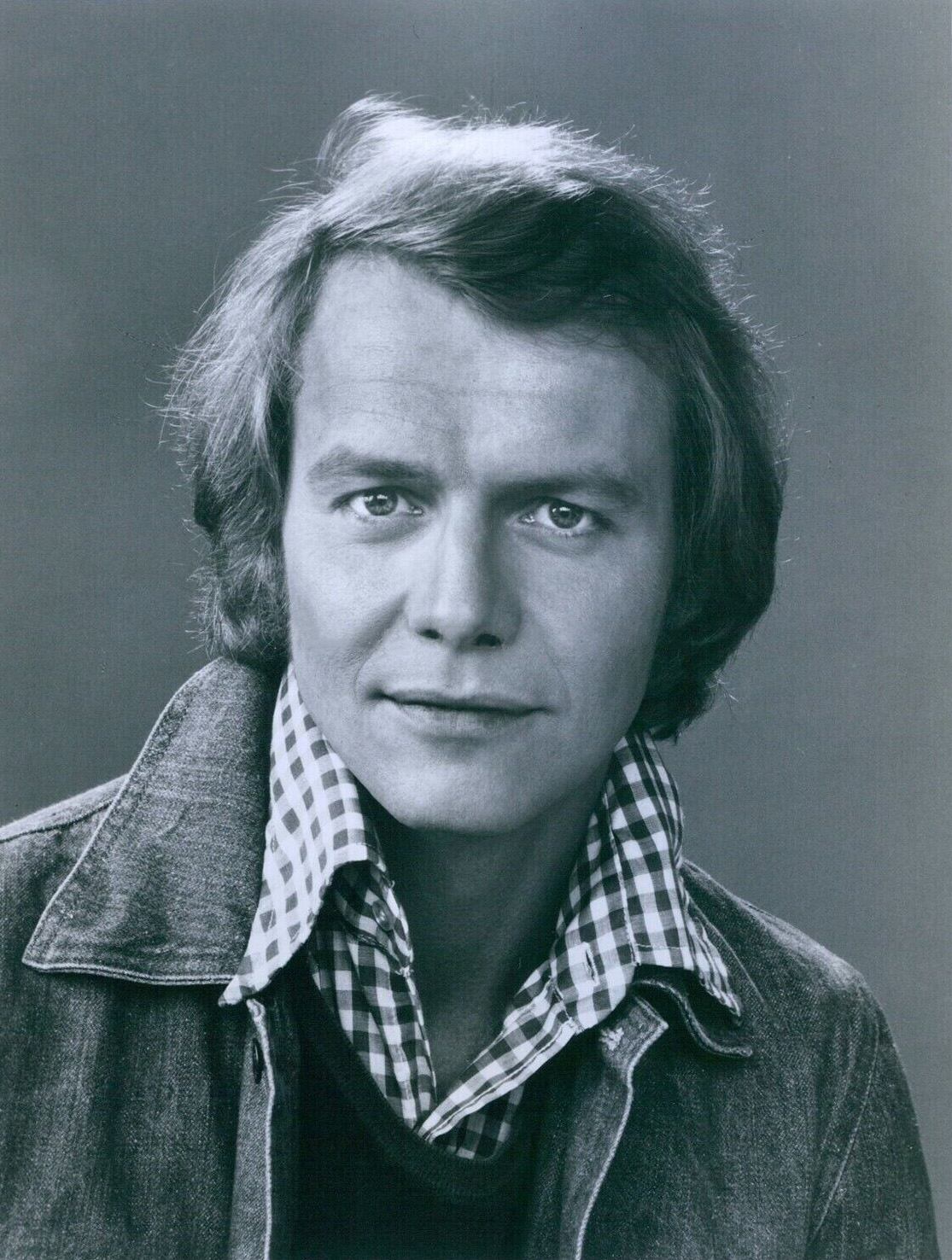
デヴィッド・ソウル

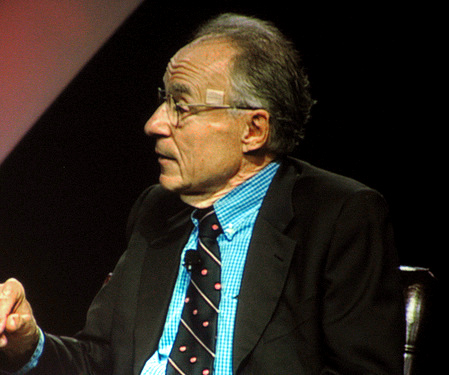
アーノ・ペンジアス

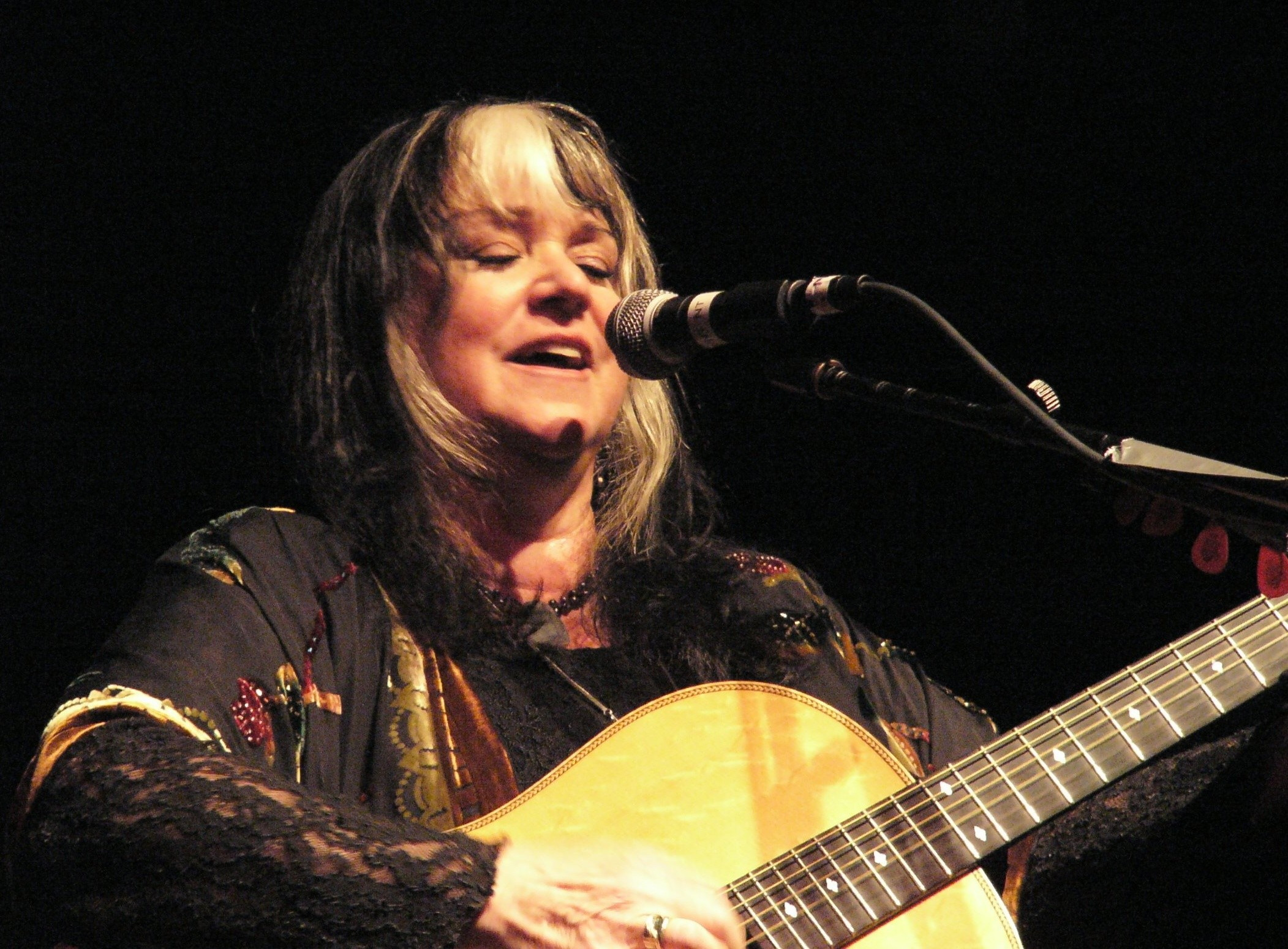
メラニー・ソフィカ

  - フレッド・チャペル：作家、詩人（* 1936年）
  - デヴィッド・ソウル：俳優（* 1943年）
- 1月9日 - ジェームズ・コタック（英語版）：ドラマー (スコーピオンズ)（* 1962年）
- 1月10日 - テリー・ビッスン：小説家（* 1942年）
- 1月11日 - バド・ハレルソン（英語版）：野球選手 (遊撃手)、MLBオールスターゲーム2回選出、監督（* 1944年）
- 1月12日 - アレック・マッサー（英語版）：俳優（* 1973年）
- 1月14日 - ハワード・ウォルドロップ：SF作家（* 1946年）
- 1月16日 - ピーター・シックリー：作曲家（* 1935年）
- 1月17日 - デイヴィッド・L・ミルズ：計算機工学者（* 1938年）
- 1月22日
  - アーノ・ペンジアス：物理学者、1978年にノーベル物理学賞受賞（* 1933年）
  - ゲイリー・グラハム（英語版）：俳優、ミュージシャン（* 1950年）
- 1月23日 - メラニー・ソフィカ：シンガーソングライター（* 1947年）
- 1月24日 - ジェシー・ジェーン：ポルノ女優（* 1980年）
- 1月26日 - ジミー・ウィリアムズ（英語版）：野球選手、監督通算910勝（* 1943年）
- 1月30日
  - チタ・リベラ（英語版）：女優、歌手（* 1933年）
  - ジーン・カーナハン（英語版）：政治家、上院議員 (民主党)（* 1933年）
- 1月31日 - アル・マクビーン（英語版）：野球選手 (投手)、MLB通算67勝・63セーブ（* 1938年）

### 2月

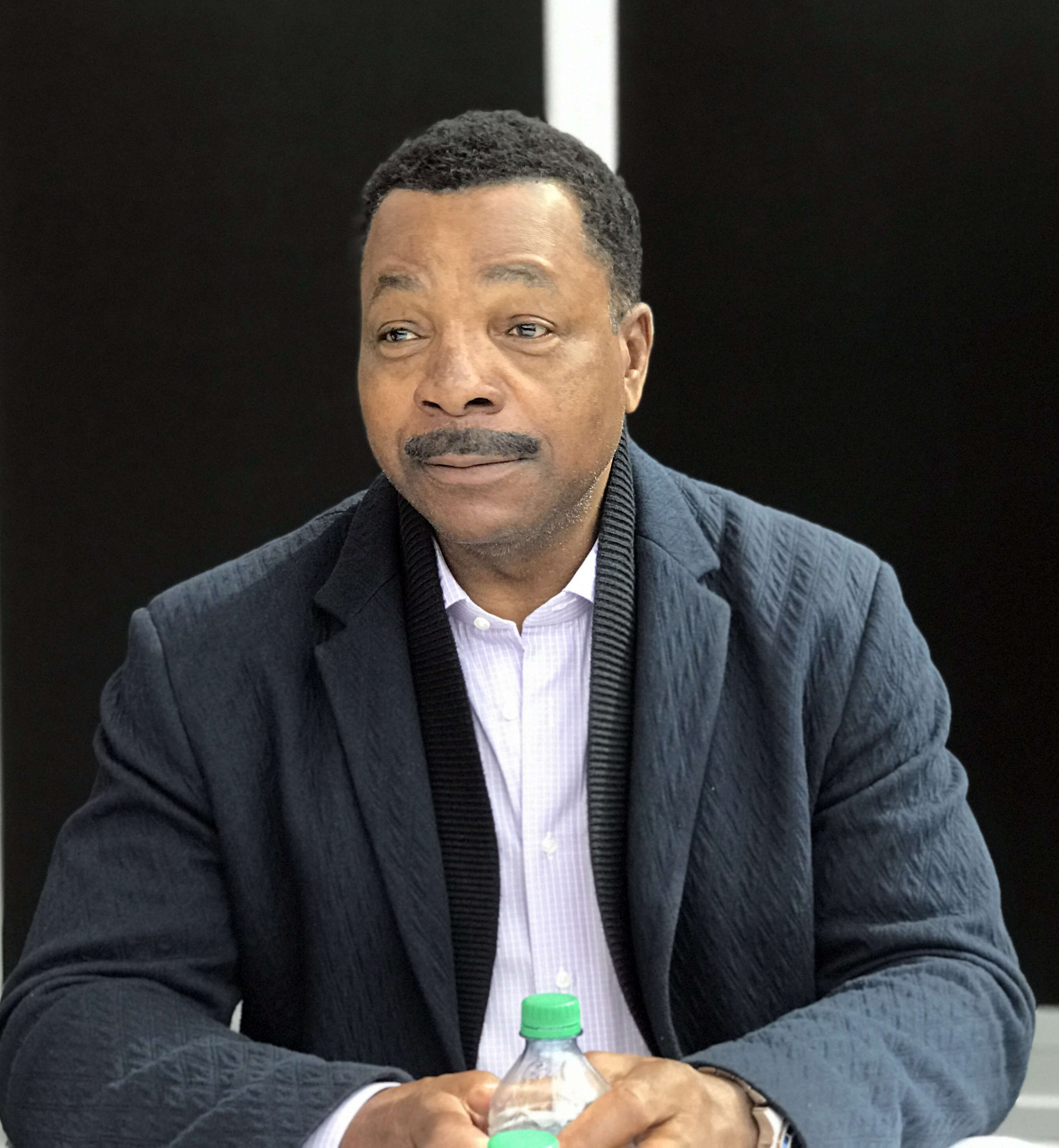
カール・ウェザース

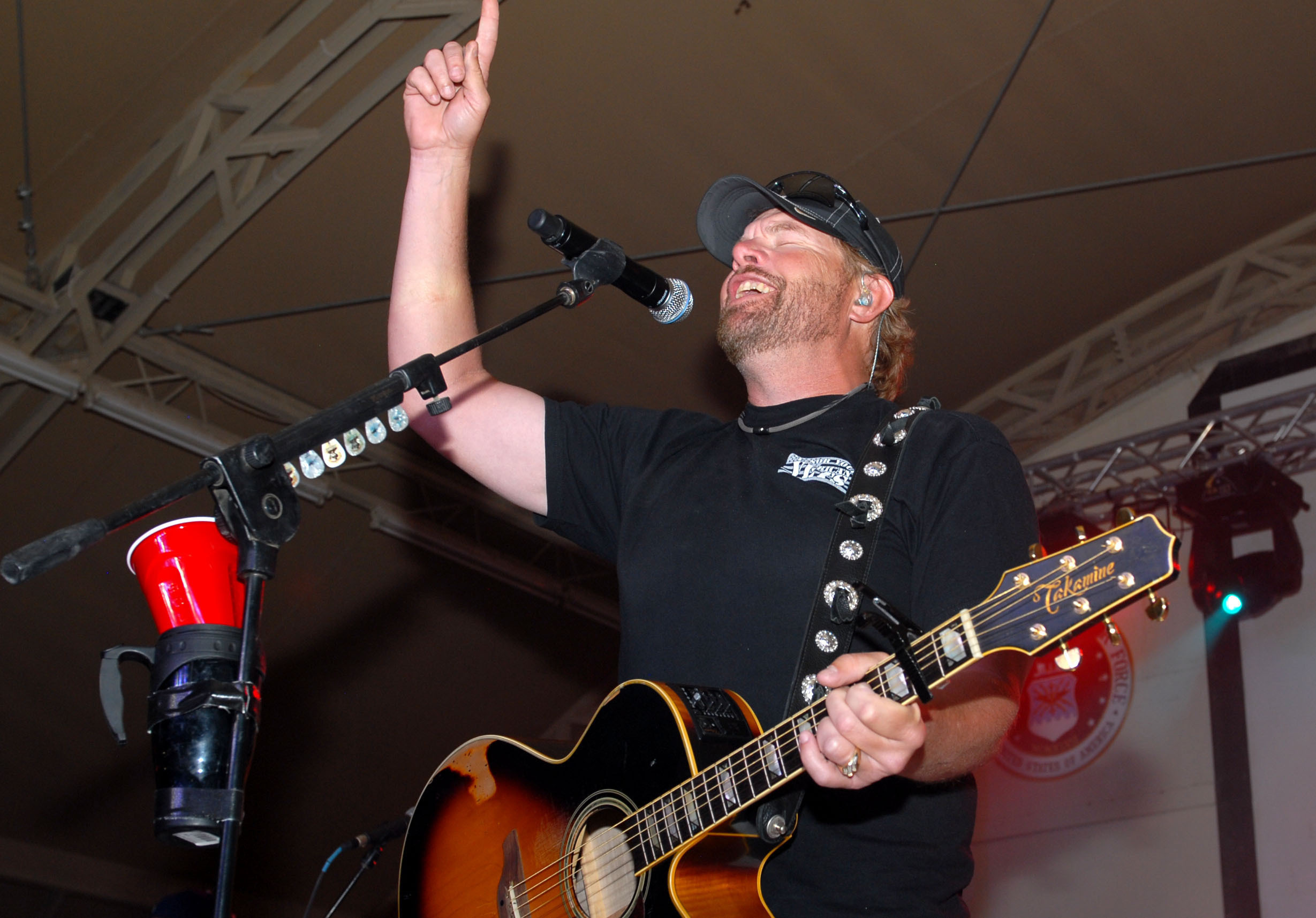
トビー・キース

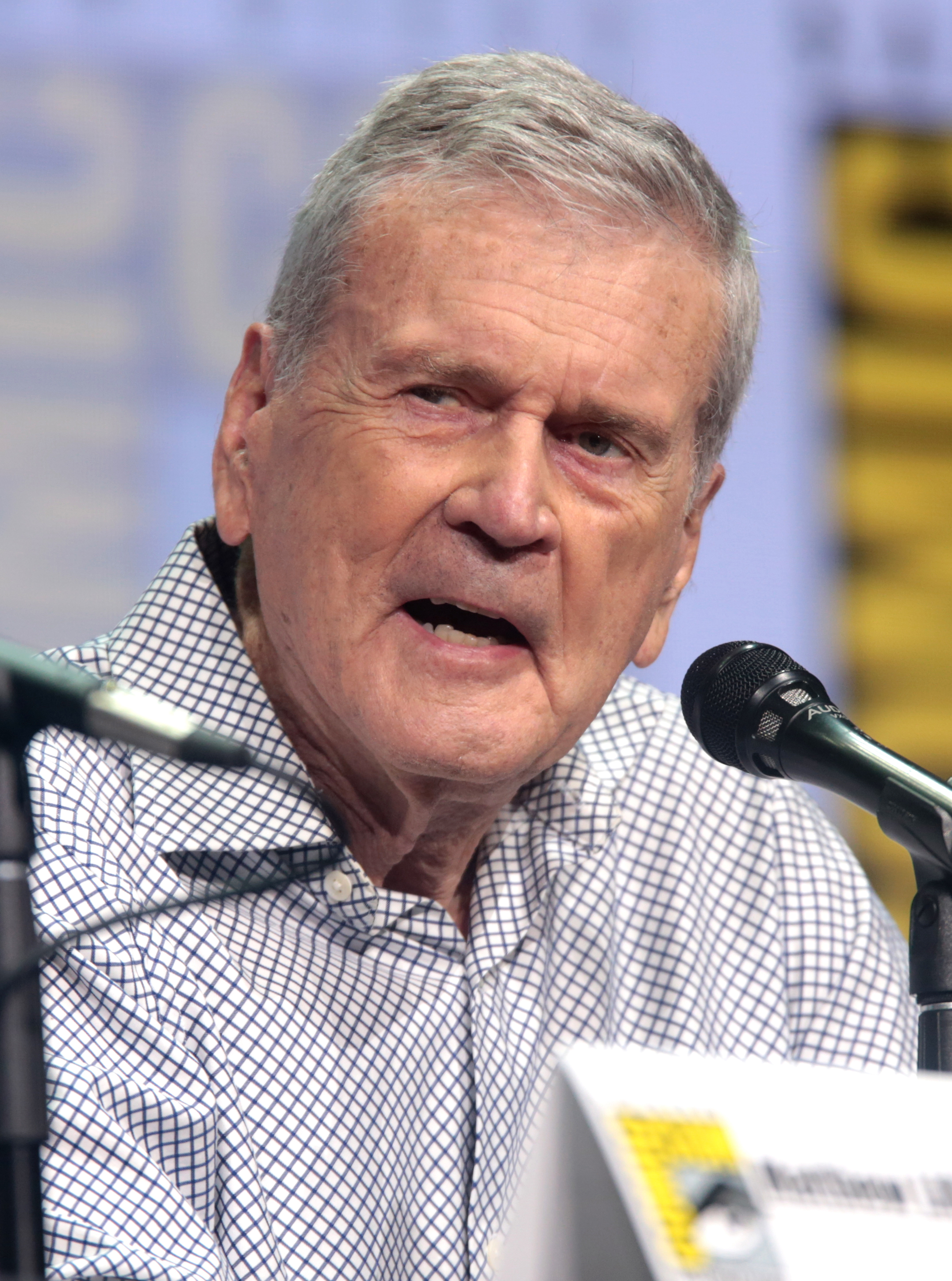
ドン・マレー

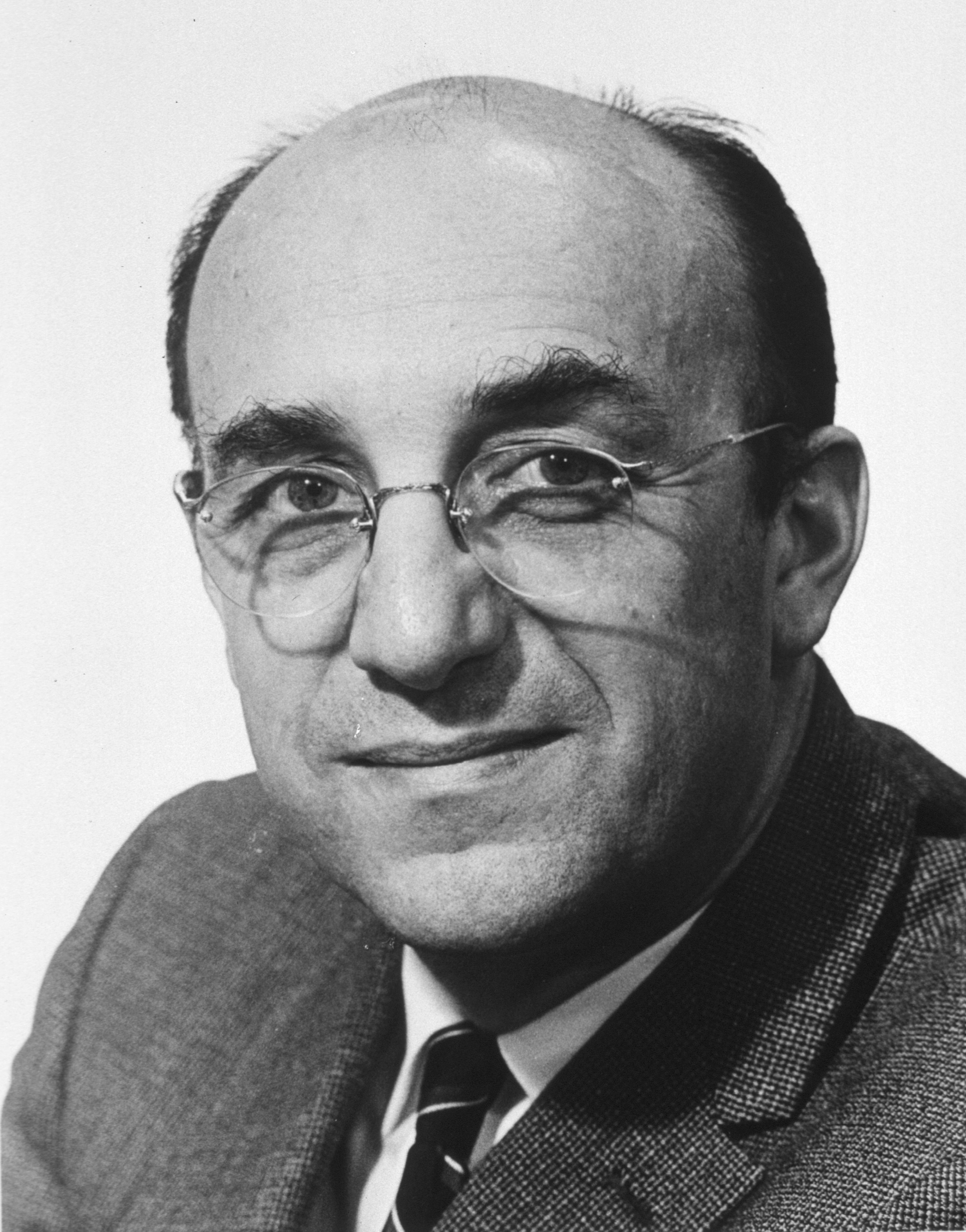
ロジェ・ギルマン

- 2月1日 - カール・ウェザース：俳優、元NFL選手（* 1948年）
- 2月2日 - ウェイン・クラマー（英語版）：ギタリスト (MC5)（* 1948年）
- 2月4日 - ボブ・ベックウィズ（英語版）：消防士（* 1932年）
- 2月4日 - トビー・キース：カントリー歌手（* 1961年）
- 2月2日 - ドン・マレー：俳優（* 1929年）
- 2月21日 - ロジェ・ギルマン：フランス出身でアメリカの生理学者、1977年にノーベル生理学・医学賞受賞（* 1924年）
- 2月27日 - リチャード・ルイス（英語版）：コメディアン（* 1947年）

### 3月

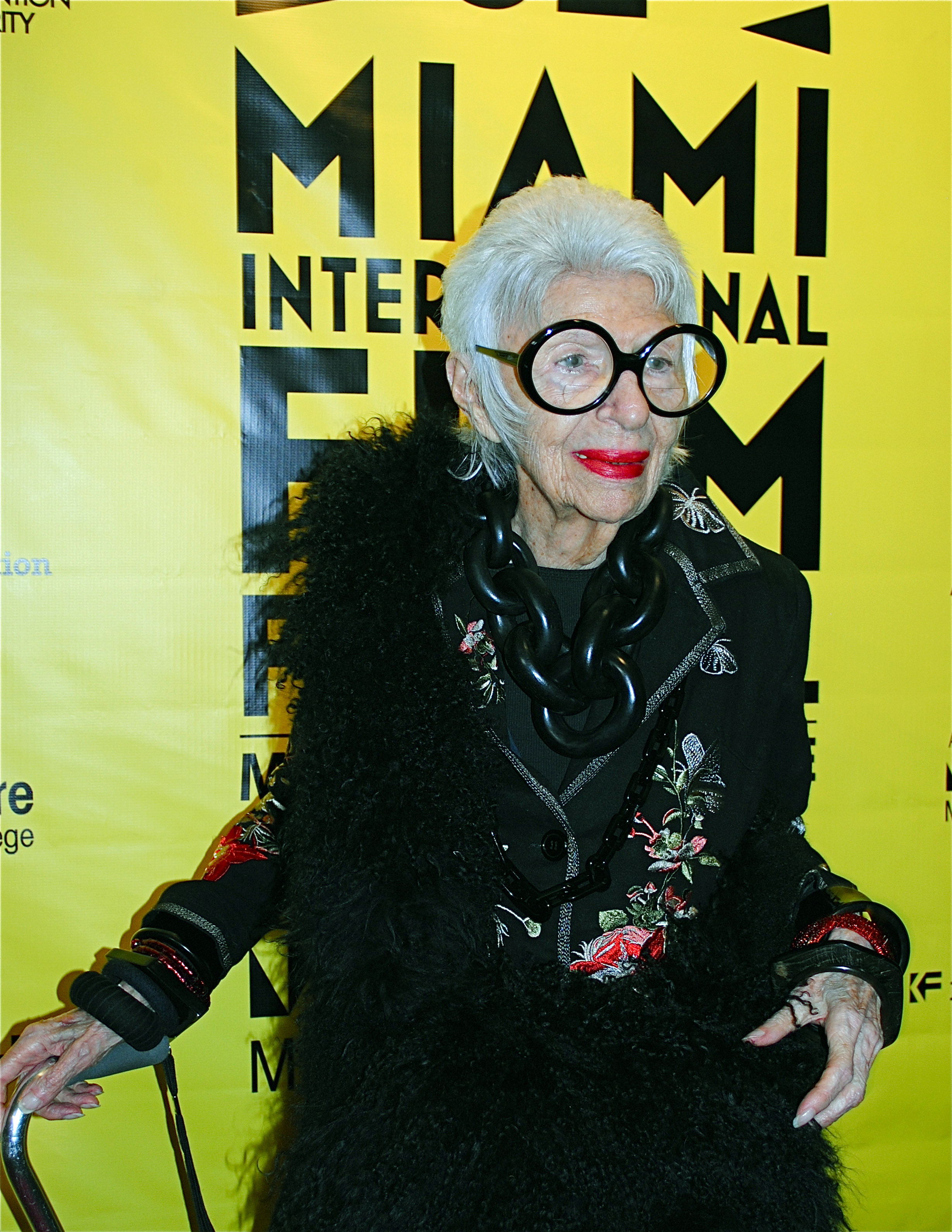
アイリス・アプフェル

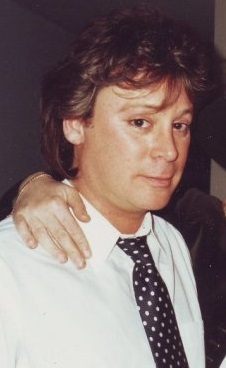
エリック・カルメン

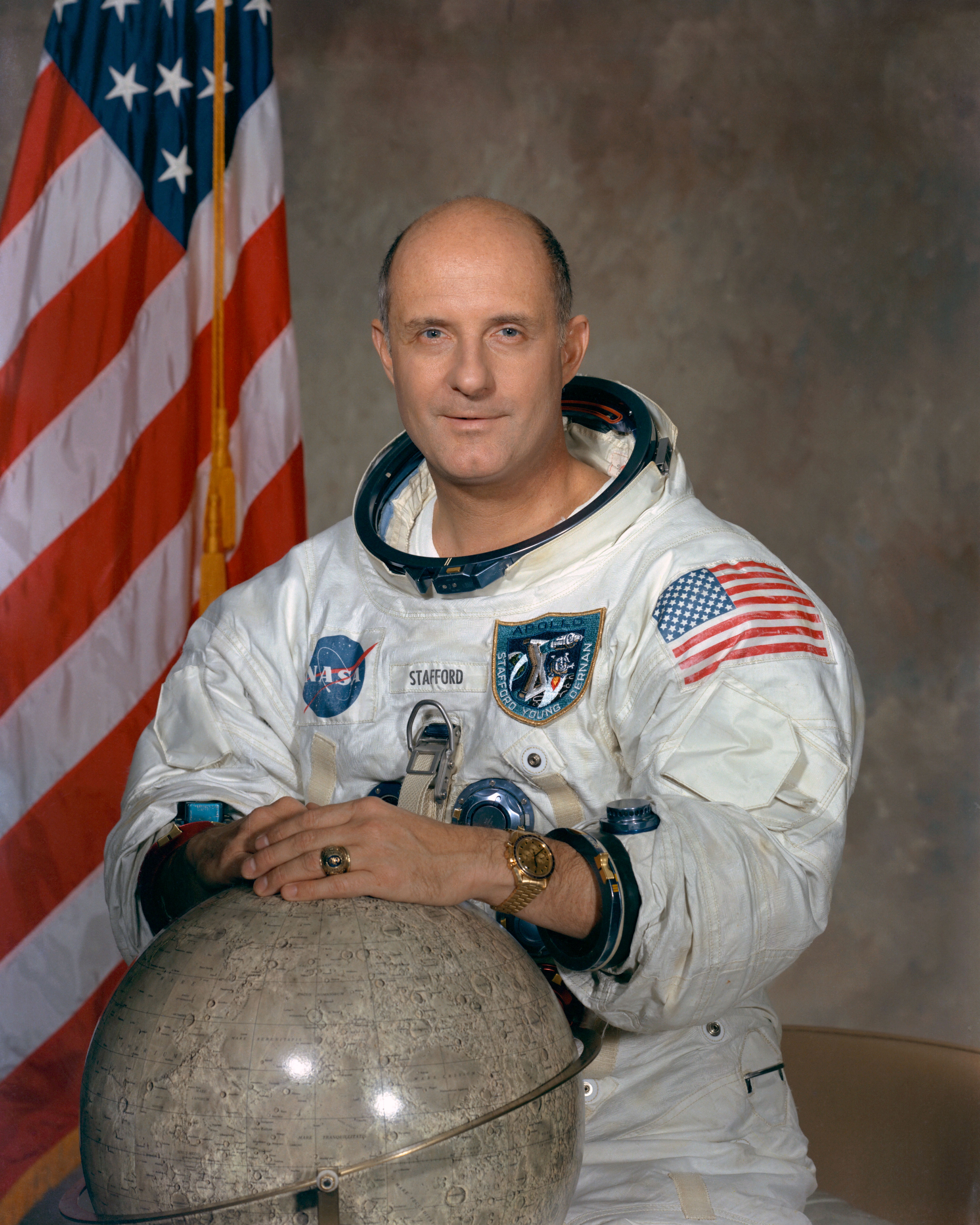
トーマス・スタッフォード

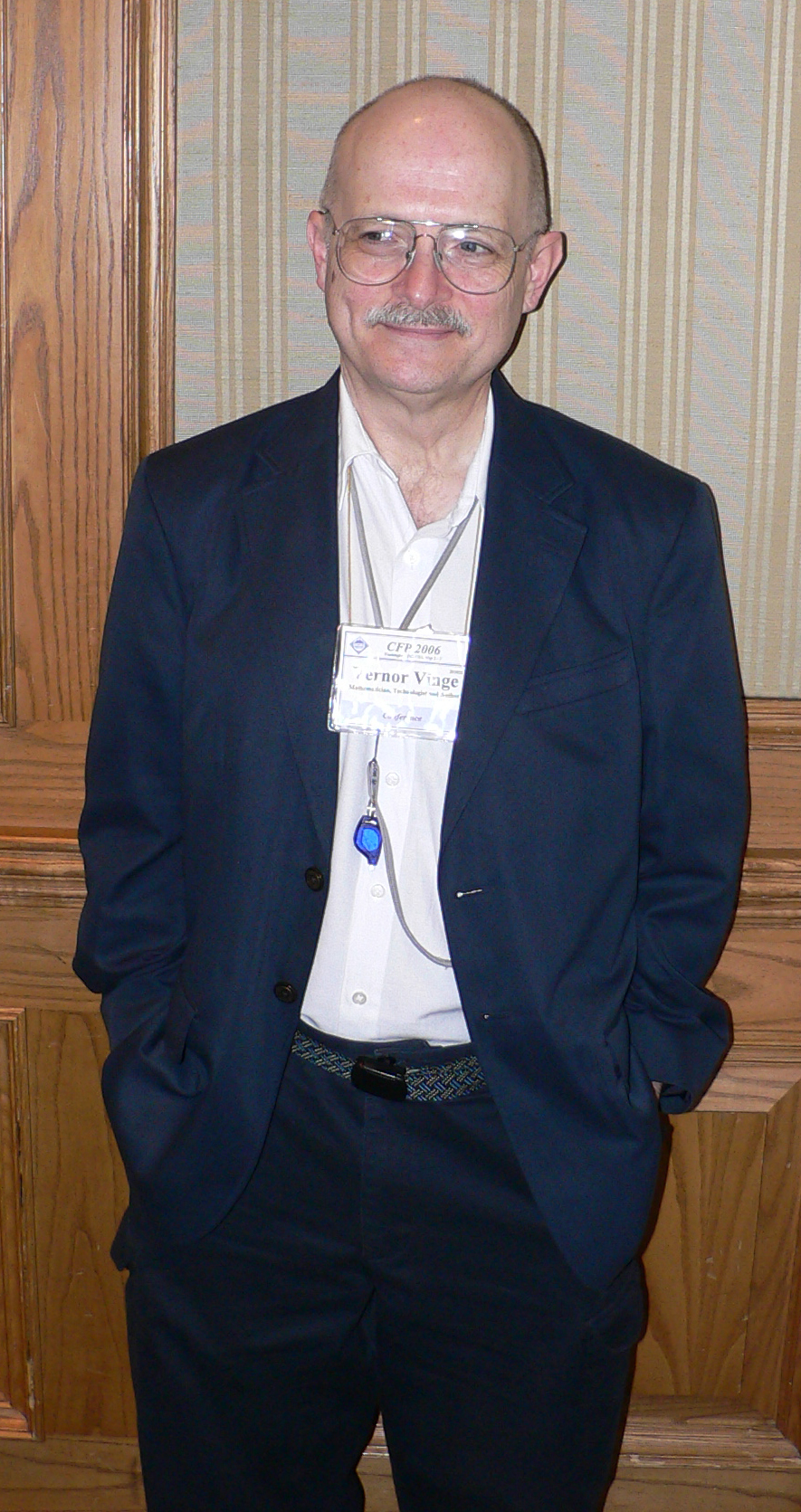
ヴァーナー・ヴィンジ

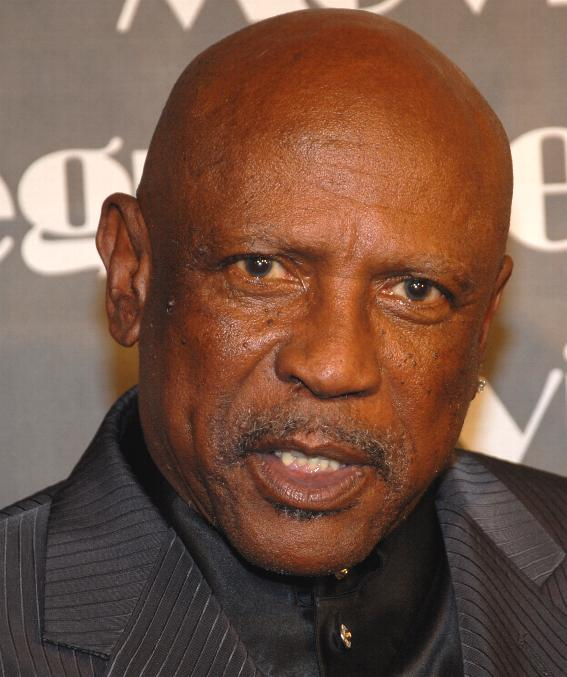
ルイス・ゴセット・ジュニア

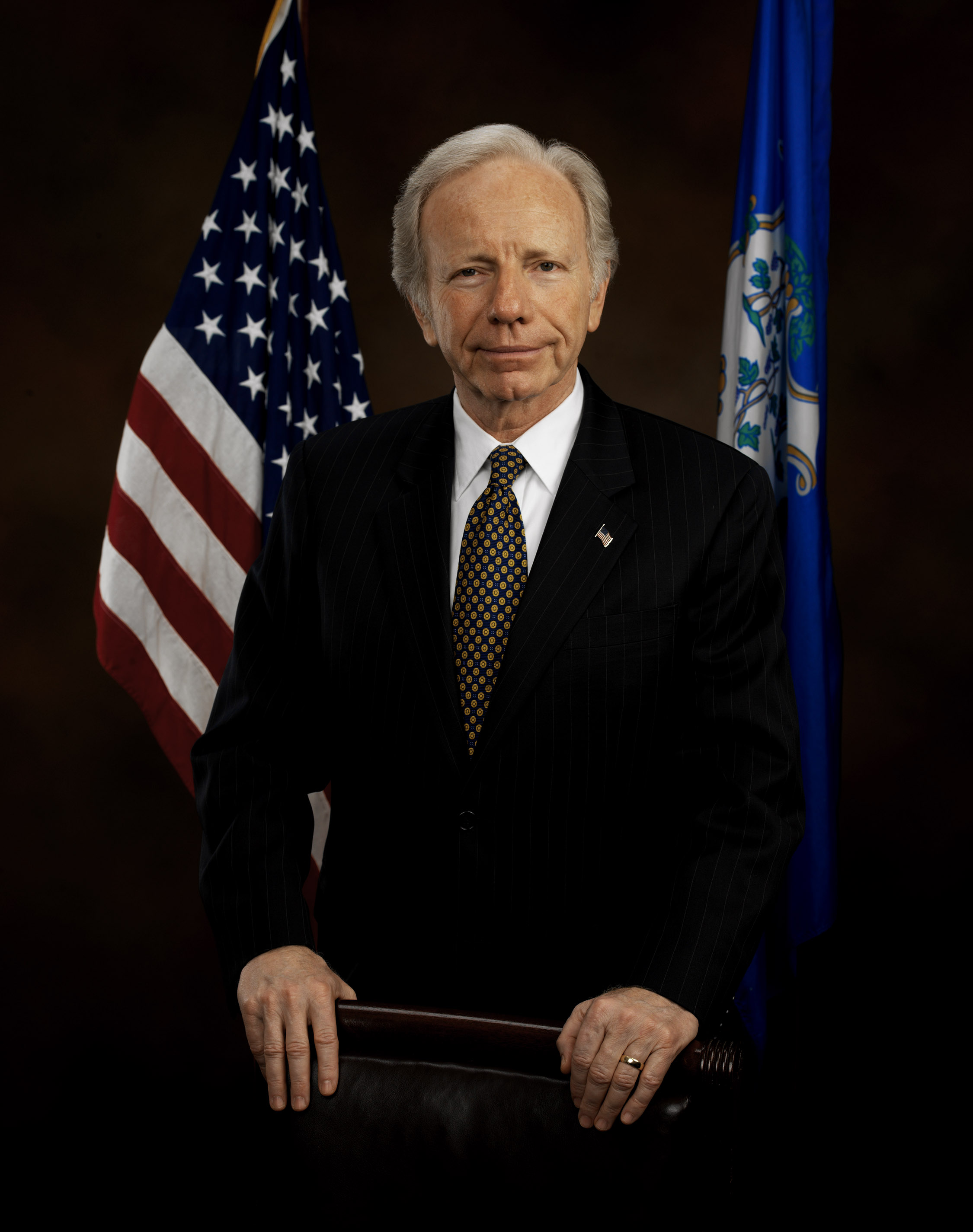
ジョー・リーバーマン

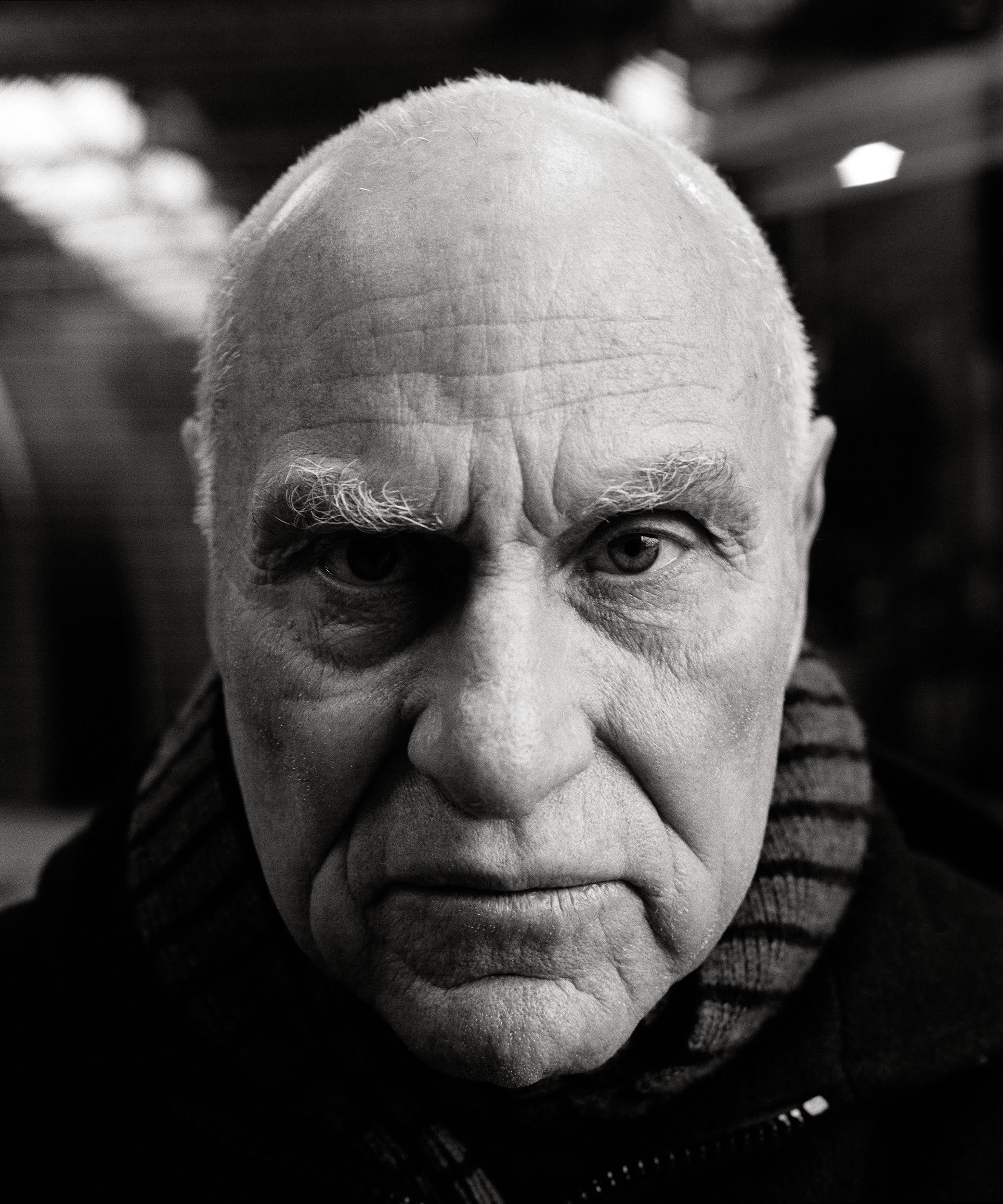
リチャード・セラ

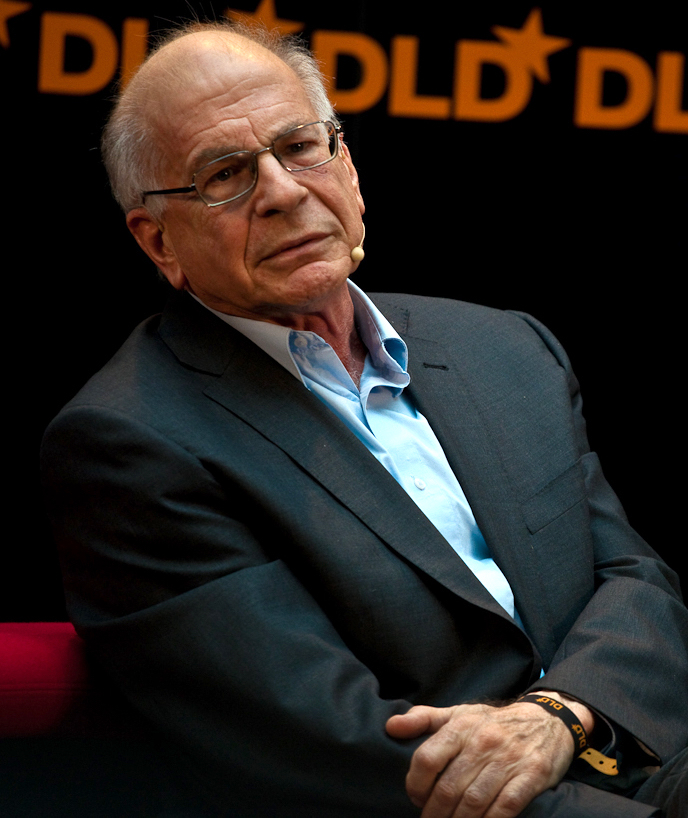
ダニエル・カーネマン

- 3月1日 - アイリス・アプフェル：インテリアデザイナー、実業家、ファッションアイコン（* 1921年）
- 3月7日 - スティーブ・ローレンス（英語版）：歌手、コメディアン（* 1935年）
- 3月10日 - エリック・カルメン：シンガーソングライター（* 1949年）
- 3月10日 - T.M.スティーヴンス：ベーシスト、作曲家、音楽プロデューサー（* 1951年）
- 3月11日 - マラキー・マッコート：俳優（* 1931年）
- 3月18日 - トーマス・スタッフォード：宇宙飛行士（* 1930年）
- 3月19日 - M・エメット・ウォルシュ：俳優（* 1935年）
- 3月20日 - ヴァーナー・ヴィンジ：数学者、計算機科学者、SF作家（* 1944年）
- 3月20日 - ミルトン・ダイアモンド：性科学者（* 1934年）
- 3月25日 - ポーラ・ワインスタイン：映画プロデューサー（* 1945年）
- 3月23日 - ピーター・アンジェロス：MLB・ボルチモア・オリオールズオーナー（* 1929年）
- 3月29日 - ルイス・ゴセット・ジュニア：俳優（* 1936年）
- 3月27日 - ジョー・リーバーマン：政治家（* 19年）
- 3月26日 - リチャード・セラ：彫刻家、映像作家（* 1938年）
- 3月27日 - ダニエル・カーネマン：心理学者、行動経済学者、2002年にノーベル経済学賞受賞（* 1934年）
- 3月28日 - マリアン・ザジーラ：アーティスト、デザイナー（* 1940年）
- 3月29日 - チャンス・パードモ：俳優（* 1996年）
- 3月31日 - バーバラ・ラッシュ（英語版）：女優（* 1927年）

### 4月
- 4月1日 - ボンテ・デービス（英語版）：アメリカンフットボール選手 (CB)、プロボウル2回選出（* 1988年）
- 4月2日
  - ジョン・バース：小説家（* 1930年）
- } ラリー・ルキーノ：MLB・ボストン・レッドソックス元球団社長（* 1945年）
  - クリストファー・デュラング：劇作家（* 1949年）
- 4月3日 - アルバート・ヒース：ドラム奏者（* 1935年）
- 4月4日 - パット・ザクリー：野球選手 (投手)、MLBオールスターゲーム1回選出（* 1952年）
- 4月5日 - C.J. スネア（英語版）：歌手 (ファイアーハウス)（* 1959年）
- 4月7日
  - ジェリー・グロート：野球選手 (捕手)、MLBオールスターゲーム2回選出（* 1942年）
  - パット・ヘネン：オートバイレーサー（* 1953年）
- 4月8日 - ラルフ・パケット：軍人（* 1926年）
- 4月10日
  - トリナ・ロビンス：漫画家（* 1938年）
  - O・J・シンプソン：アメリカンフットボール選手 (RB)、俳優（* 1947年）
- 4月11日 - フリッツ・ピーターソン（英語版）：野球選手 (投手)、MLBオールスターゲーム1回選出、通算133勝（* 1942年）
- 4月12日 - エレノア・コッポラ：映画監督、女優（* 1936年）
- 4月14日 - ケン・ホルツマン（英語版）：野球選手 (投手)、ノーヒットノーラン2回達成、通算174勝（* 1945年）
- 4月15日 - ホワイティ・ハーゾグ：野球選手 (外野手)、監督、アメリカ野球殿堂、監督として1982年のワールドシリーズで優勝（* 1931年）
- 4月16日
  - カール・アースキン（英語版）：野球選手 (投手)、ノーヒットノーラン2回達成、通算174勝（* 1926年）
  - ボブ・グラハム（英語版）：政治家 (民主党)（* 1936年）
- 4月18日 - ディッキー・ベッツ：歌手、ギタリスト（* 1943年）
- 4月19日
  - ダニエル・デネット：哲学者（* 1942年）
  - デービッド・マッカーティ（英語版）：野球選手 (一塁手)（* 1969年）
- 4月20日 - マイケル・カスクーナ：ジャズ音楽プロデューサー（* 1948年）
- 4月21日 - テリー・アンダーソン（英語版）：ジャーナリスト（* 1947年）
- 4月23日 - テリー・カーター（英語版）：俳優（* 1928年）
- 4月23日 - ロバート・デナード：電子工学者（* 1932年）
- 4月24日 - ドナルド・ペイン・ジュニア（英語版）：政治家 (民主党)、現職下院議員（* 1958年）
- 4月25日 - マーラ・アダムズ（英語版）：女優（* 1938年）
- 4月28日 - ウィリアム・カリー：軍人（* 1943年）
- 4月30日
  - デュアン・エディ（英語版）：ギタリスト（* 1938年）
  - ポール・オースター：小説家、詩人（* 1947年）

### 5月
- 5月2日 - スーザン・バックナー（英語版）：女優、ダンサー（* 1952年）
- 5月2日 - ダリウス・モリス：バスケットボール選手 (PG)（* 1991年）
- 5月4日 - フランク・ステラ：画家、彫刻家（* 1936年）
- 5月4日 - ボブ・アヴベリーニ（英語版）：アメリカンフットボール選手 (QB)（* 1953年）
- 5月6日 - ロバート・ローガン・ジュニア（英語版）：俳優（* 1941年）
- 5月7日 - スティーヴ・アルビニ：ミュージシャン（* 1962年）
- 5月8日 - アート・ジマーソン：ボクサー (ライトヘビー級)（* 1963年）
- 5月8日 - ジョン・バーベイタ（英語版）：ドラマー (ジェファーソン・エアプレイン)（* 1945年）
- 5月9日 - ロジャー・コーマン：映画監督、プロデューサー、2009年にアカデミー名誉賞受賞（* 1926年）
- 5月9日 - ノニー・ホグローギアン：児童文学作家、イラストレーター（* 1932年）
- 5月9日 - ショーン・バローズ（英語版）：野球選手 (三塁手)（* 1980年）
- 5月10日 - ジェームズ・シモンズ：数学者、ヘッジファンドマネージャー（* 1938年）
- 5月11日 - ジョン・A・ウィッカム：陸軍軍人（* 1928年）
- 5月11日 - スーザン・バックリニー：女優（* 1946年）
- 5月11日 - ケビン・プロフィー（英語版）：俳優（* 1953年）
- 5月12日 - マーク・ダモン：映画プロデューサー、俳優（* 1933年）
- 5月12日 - デイヴィッド・サンボーン：サックス奏者、グラミー賞受賞（* 1945年）
- 5月13日 - サム・アート・ウィリアムズ（英語版）：劇作家、脚本家（* 1946年）
- 5月16日 - ダブニー・コールマン：俳優（* 1932年）
- 5月17日 - バド・アンダーソン：陸軍航空軍軍人（* 1922年）
- 5月17日 - ゴードン・ベル：計算機工学者、実業家（* 1934年）
- 5月17日 - スティーヴン・J・リヴェル：脚本家、小説家（* 1949年）
- 5月18日 - ハリソン・ホワイト（英語版）：心理学者（* 1930年）
- 5月18日 - ブルース・ノードストローム（英語版）：実業家、ノードストローム社CEO（* 1933年）
- 5月18日 - ジェロルド・ノースロップ・ムーア：音楽学者（* 1934年）
- 5月20日 - アイヴァン・ボウスキー：投資家（* 1937年）
- 5月22日 - ダリル・ヒックマン（英語版）：俳優、脚本家、テレビエグゼクティブ（* 1931年）
- 5月23日 - ケイレブ・カー（英語版）：軍事歴史家、作家（* 1955年）
- 5月23日 - モーガン・スパーロック：映画監督、脚本家、プロデューサー（* 1970年）
- 5月24日 - ダグ・イングル（英語版）：歌手 (アイアン・バタフライ)（* 1945年）
- 5月25日 - グレイソン・マレー（英語版）：ゴルファー（* 1993年）
- 5月25日 - リチャード・シャーマン：作曲家、1965年にグラミー賞 映画・テレビサウンドトラック部門受賞（* 1928年）
- 5月25日 - ジョニー・ワクター（英語版）：俳優（* 1986年）
- 5月27日 - エリザベス・マクレー（英語版）：女優（* 1936年）
- 5月27日 - ビル・ウォルトン：バスケットボール選手 (C)、バスケットボール殿堂、1978年にNBAファイナル最優秀選手賞受賞（* 1952年）
- 5月27日 - バッチ・ジョンソン（英語版）：アーチェリー選手、1996年アトランタオリンピック、2000年シドニーオリンピック]の金メダリスト（* 1955年）
- 5月28日 - ハブ・リード（英語版）：バスケットボール選手 (PF/C)（* 1936年）
- 5月29日 - ラリー・キャノン：バスケットボール選手 SG（* 1947年）
- 5月30日 - トム・バウアー：俳優（* 1938年）
- 5月30日 - ミッチェル・ブロック（英語版）：映画製作者、プロデューサー（* 1950年）
- 5月30日 - ドルー・ゴードン（英語版）：バスケットボール選手 (PF/C)（* 1990年）

### 6月

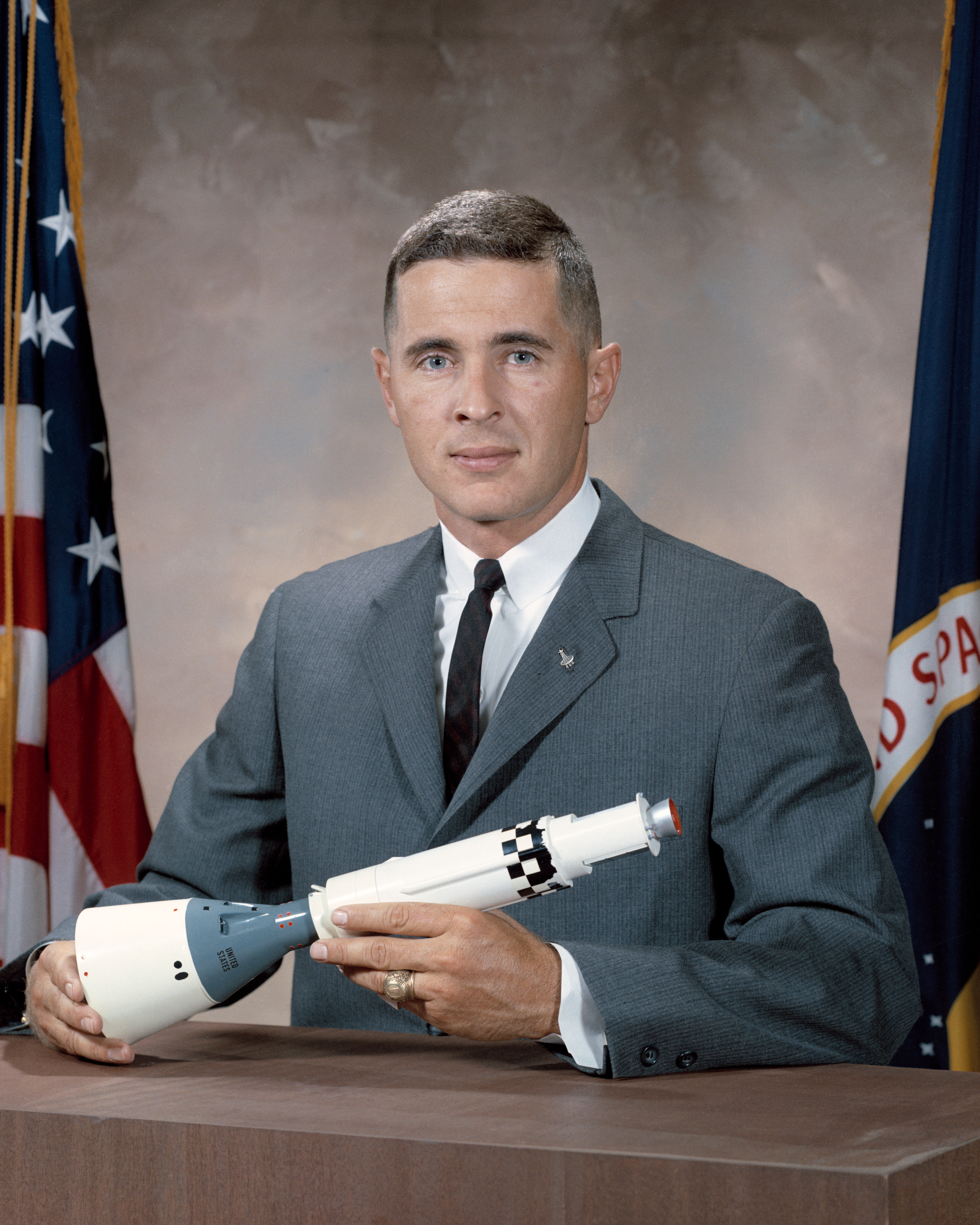
ウィリアム・アンダース

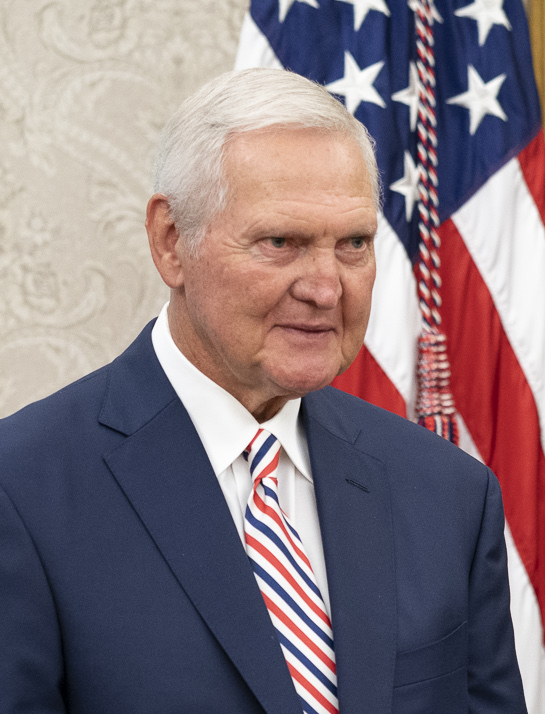
ジェリー・ウェスト

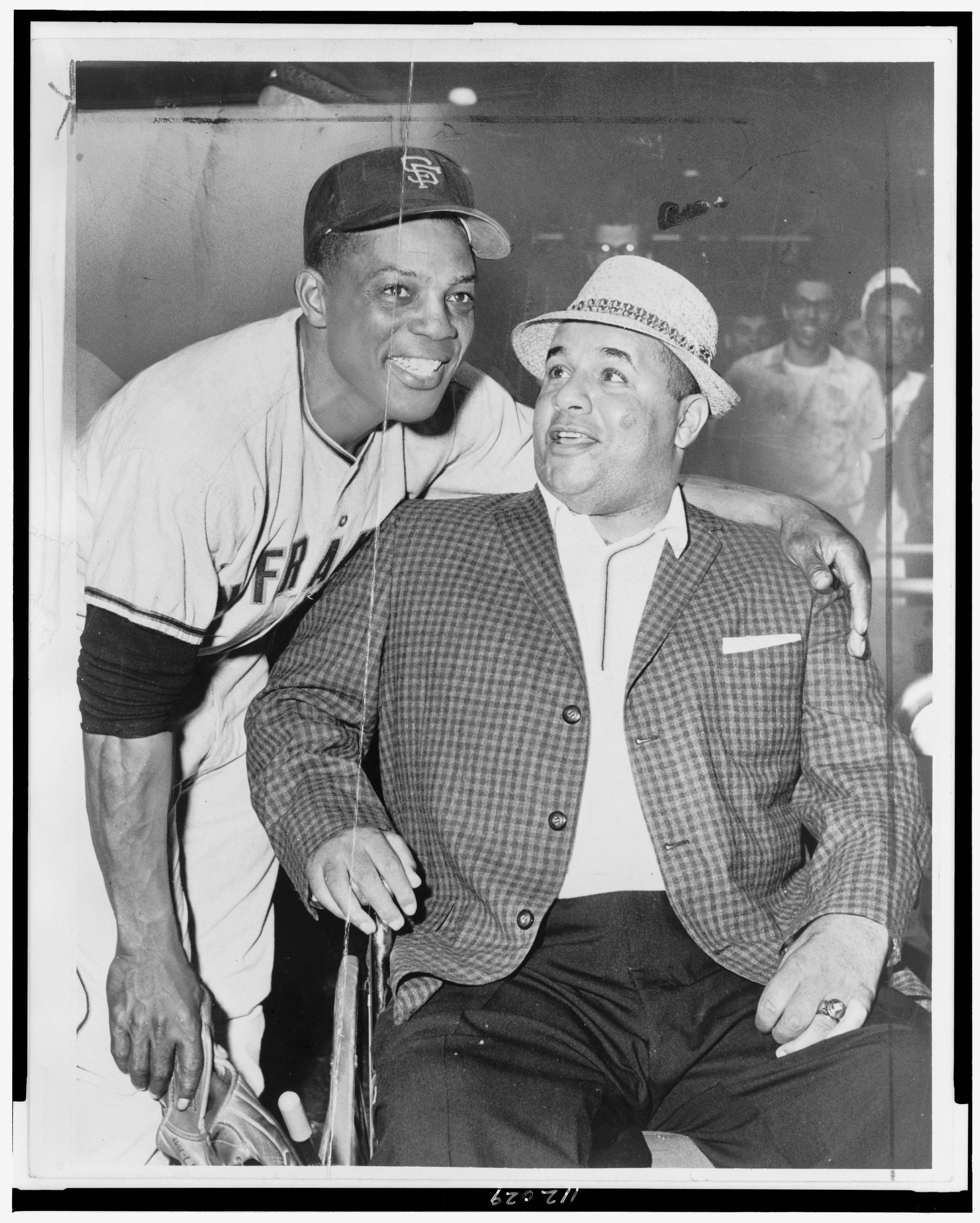
ウィリー・メイズ

- 6月1日 - エド・マン：鍵盤打楽器奏者（* 1955年）
- 6月1日 - エリック・アンダーソン：俳優、小説家（* 1956年）
- 6月2日 - ジャニス・ペイジ（英語版）：女優（* 1922年）
- 6月2日 - エマ・ルー・ディーマー（英語版）：作曲家（* 1927年）
- 6月2日 - ラリー・アレン：アメリカンフットボール選手 (OG)、プロフットボール殿堂（* 1971年）
- 6月3日 - アルマンド・シルベストレ：俳優（* 1926年）
- 6月4日 - パーネリ・ジョーンズ（英語版）：レーシングドライバー（* 1933年）
- 6月7日 - ウィリアム・アンダース：宇宙飛行士（* 1933年）
- 6月8日 - マーク・ジェームズ（英語版）：作曲家、1983年にグラミー賞受賞（* 1940年）
- 6月8日 - チェット・ウォーカー：バスケットボール選手 (SF)、バスケットボール殿堂、NBA通算18831得点（* 1940年）
- 6月8日 - マーク・ジェームズ（英語版）：作曲家（* 1940年）
- 6月8日 - ベン・ポッター（英語版）：Youtuber（* 1984年）
- 6月9日 - エドワード・C・ストーン（英語版）：宇宙科学者（* 1936年）
- 6月9日 - リン・コンウェイ：計算機科学者（* 1938年）
- 6月9日 - フランク・キャロル：フィギュアスケート選手、コーチ、世界フィギュアスケート殿堂（* 1938年）
- 6月10日 - アーノルド・ミンデル：心理学者（* 1940年）
- 6月11日 - ルース・スタイルス・ガネット：児童文学作家（* 1923年）
- 6月11日 - トニー・ハンター：アメリカンフットボール選手 (TE)（* 1960年）
- 6月12日 - ウィリアム・H・ドナルドソン（英語版）：第27代米国証券取引委員会委員長（* 1931年）
- 6月12日 - ジェリー・ウェスト：バスケットボール選手 (PG/SG)、バスケットボール殿堂、NBA通算25192得点（* 1938年）
- 6月13日 - アンジェラ・ボーフィル（英語版）：シンガーソングライター（* 1954年）
- 6月13日 - ベンジー・グレゴリー：俳優（* 1978年）
- 6月16日 - ロバート・シュール：陸上競技選手 (長距離走)、1964年東京オリンピック金メダリスト（* 1937年）
- 6月18日 - ウィリー・メイズ：野球選手 (外野手)、アメリカ野球殿堂、MLB通算3283安打・660本塁打・1903打点・338盗塁（* 1931年）
- 6月18日 - アンセア・シルバート（英語版）：映画プロデューサー（* 1939年）
- 6月18日 - ジェームス・チャンス：サクソフォーン奏者、作曲家（* 1953年）
- 6月20日 - テイラ・トゥリ：大相撲力士、総合格闘家（* 1968年）
- 6月23日 - タマヨ・ペリー（英語版）：サーファー、俳優（* 1975年）
- 6月24日 - シカ・アノアイ：プロレスラー（* 1945年）
- 6月24日 - シフティ・シェルショック（英語版）：ラッパー (クレイジー・タウン)（* 1974年）
- 6月25日 - ビル・コッブス：俳優（* 1934年）
- 6月27日 - マーティン・マル：俳優（* 1943年）
- 6月27日 - キンキー・フリードマン（英語版）：シンガーソングライター（* 1944年）
- 6月28日 - オードリー・フラック（英語版）：芸術家（* 1931年）

### 7月

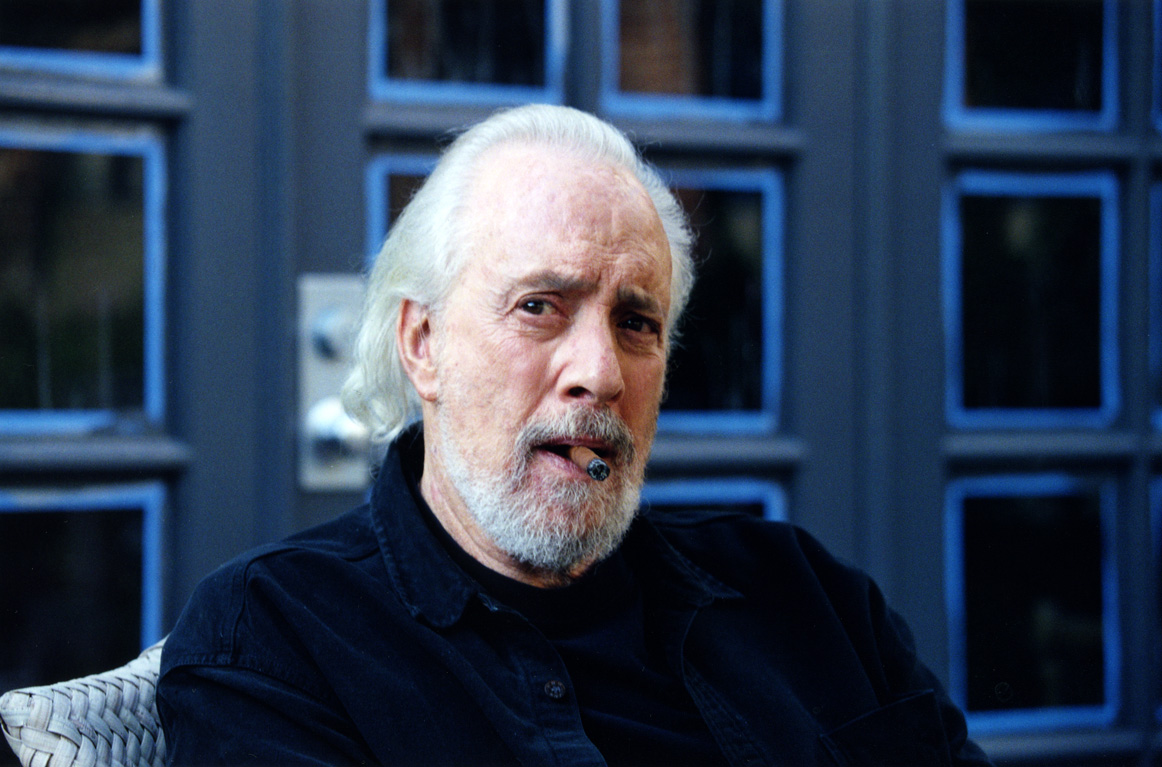
ロバート・タウン

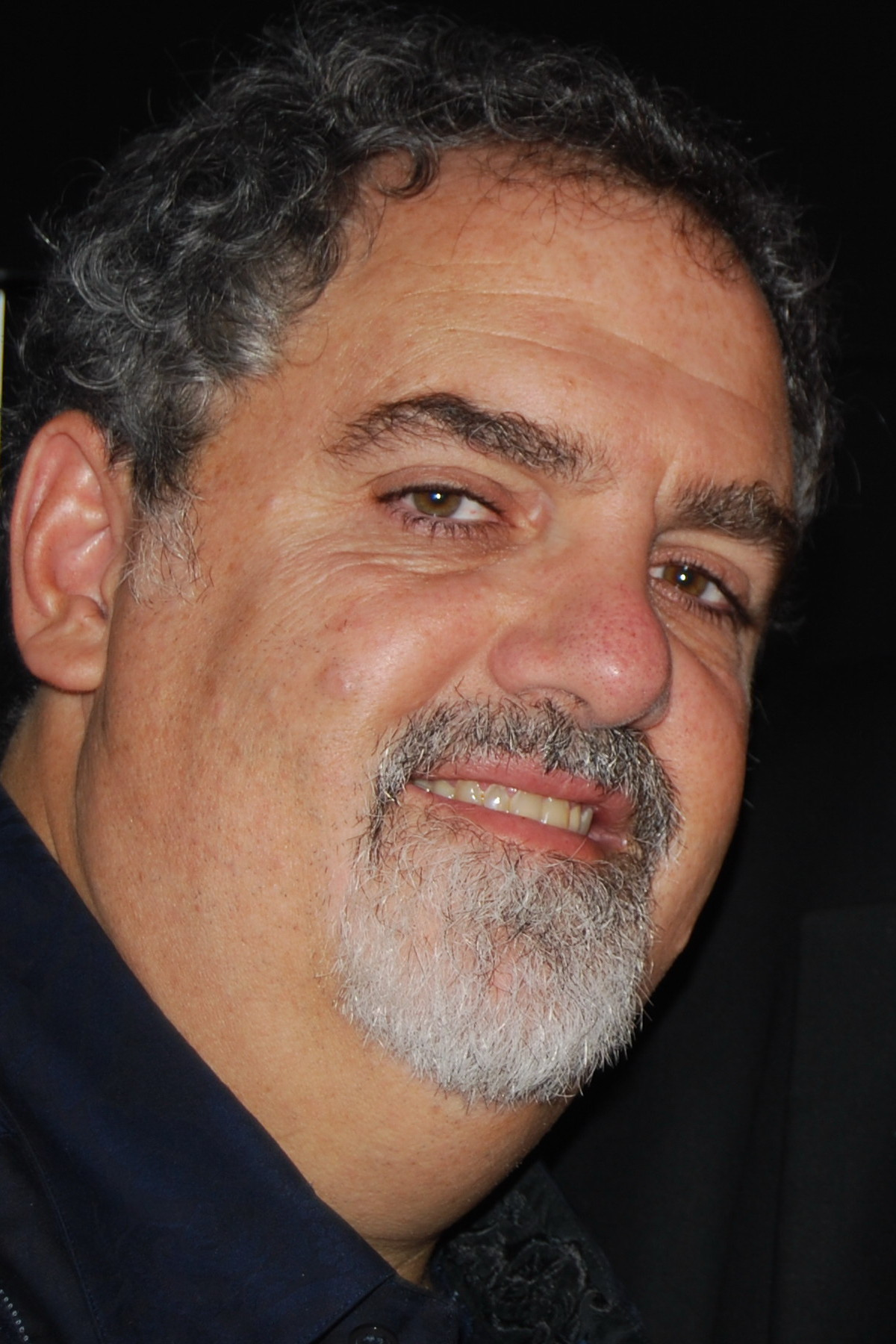
ジョン・ランドー

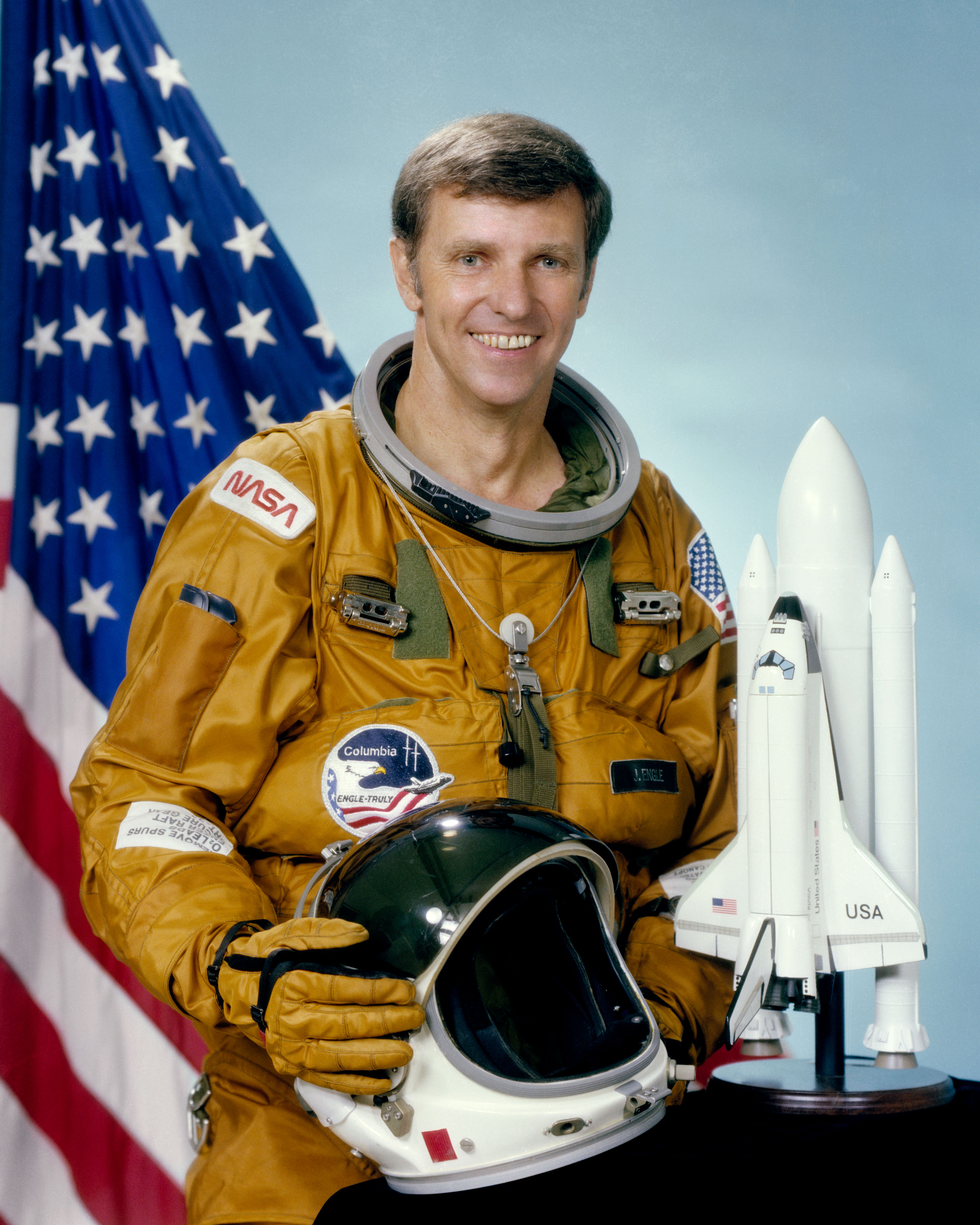
ジョー・エングル

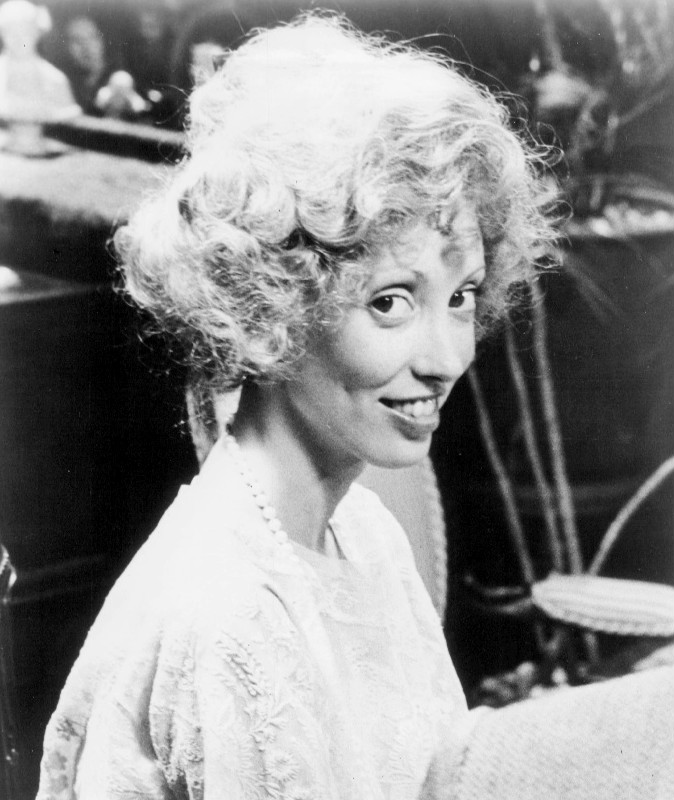
シェリー・デュヴァル

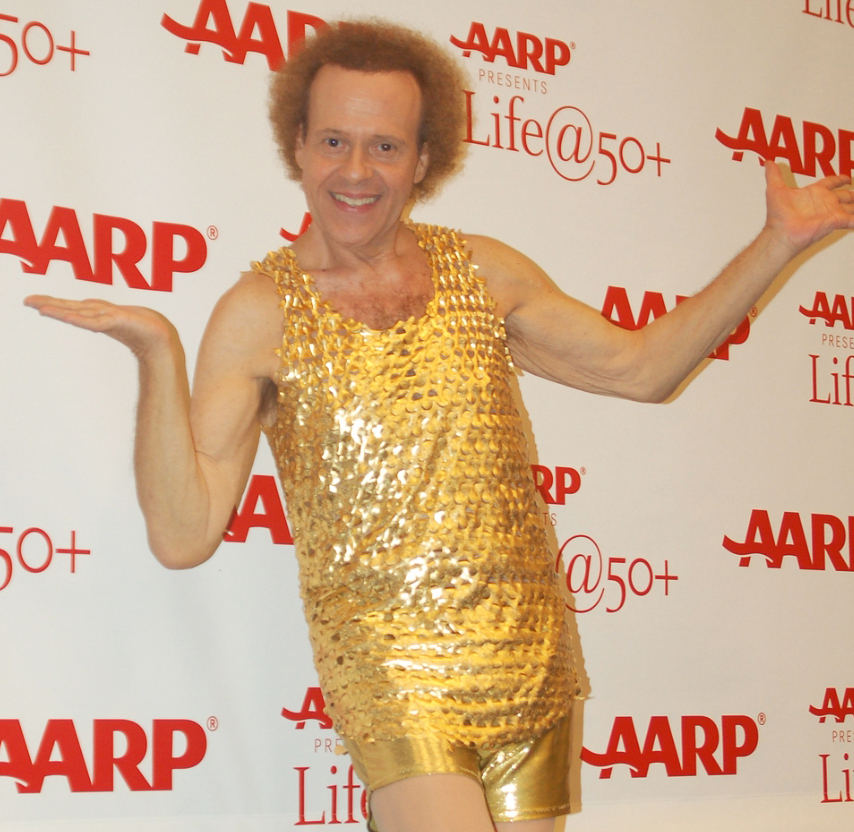
リチャード・シモンズ

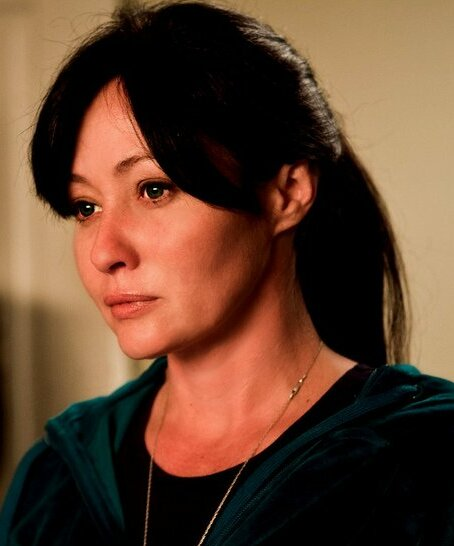
シャナン・ドハーティー

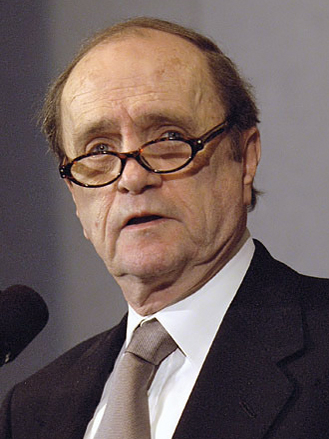
ボブ・ニューハート

- 7月1日 - ロバート・タウン：脚本家、映画監督（* 1934年）
- 7月2日 - エラ・ミッチェル（英語版）：歌手、女優（* 1935年）
- 7月3日 - マッキム・マリオット：人類学者（* 1924年）
- 7月5日 - ビック・セイシャス：テニス選手、グランドスラム通算8勝（* 1923年）
- 7月5日 - ジョン・ランドー：映画プロデューサー（* 1960年）
- 7月6日 - ジミー・ハースト：野球選手 (外野手)（* 1972年）
- 7月6日 - カイリー・ジャクソン（英語版）：アメリカンフットボール選手 (CB)、本年のドラフト指名選手（* 1999年）
- 7月8日 - トニー・ボース（英語版）：アイスホッケー選手 (LW)（* 1980年）
- 7月9日 - マクシン・シンガー（英語版）：分子生物学者（* 1931年）
- 7月9日 - ジム・インホフ（英語版）：政治家 (共和党)、上院議員（* 1934年）
- 7月10日 - ジョー・エングル：宇宙飛行士（* 1932年）
- 7月10日 - マーク・ナーラブ：経済学者（* 1933年）
- 7月10日 - デイヴ・ロギンス：シンガーソングライター（* 1947年）
- 7月11日 - モンテ・キフィン：アメリカンフットボール指導者（* 1940年）
- 7月11日 - シェリー・デュヴァル：女優（* 1949年）
- 7月12日 - ルース・ウェストハイマー（英語版）：セックスセラピスト、司会者（* 1928年）
- 7月12日 - ビル・ヴィオラ：ビデオ・アーティスト（* 1951年）
- 7月13日 - ジェームズ・シッキング：俳優、声優（* 1934年）
- 7月13日 - リチャード・シモンズ：フィットネストレーナー（* 1948年）
- 7月13日 - シャナン・ドハーティー：女優（* 1971年）
- 7月13日 - トーマス・マシュー・クルックス：暗殺未遂犯（* 2003年）
- 7月14日 - ジャコビー・ジョーンズ：アメリカンフットボール選手 (WR)、プロボウル選出（* 1984年）
- 7月15日 - ジョー・ブライアント：バスケットボール選手 (PF/C)、指導者（* 1954年）
- 7月18日 - ボブ・ニューハート：コメディアン、俳優（* 1929年）
- 7月18日 - エイナー・ヘインズ（英語版）：アメリカンフットボール選手 (HB)（* 1937年）
- 7月18日 - ルー・ドブス（英語版）：政治評論家、作家、テレビ司会者（* 1945年）
- 7月19日 - ジェームズ・C・スコット：政治学者、人類学者（* 1936年）
- 7月19日 - シェイラ・ジャクソン・リー（英語版）：政治家 (民主党)、現職下院議員（* 1950年）
- 7月20日 - サンディ・ポージー（英語版）：歌手（* 1944年）
- 7月21日 - エブリン・トーマス（英語版）：歌手（* 1953年）
- 7月22日 - サンドラ・B・ローゼンタール：哲学者（* 1936年）
- 7月22日 - キャロリン・シューラー：競泳選手 (バタフライ)、1960年ローマオリンピック金メダリスト（* 1943年）
- 7月24日 - デニー・レマスター（英語版）：野球選手 (投手)、MLB通算90勝（* 1939年）
- 7月28日 - ダグ・クリーク：野球選手 (投手)、阪神タイガースなどに所属（* 1969年）
- 7月28日 - チノXL（英語版）：ラッパー（* 1973年）
- 7月28日 - エリカ・アッシュ（英語版）：女優、コメディアン（* 1977年）